# Biserica de lemn din Mihăești

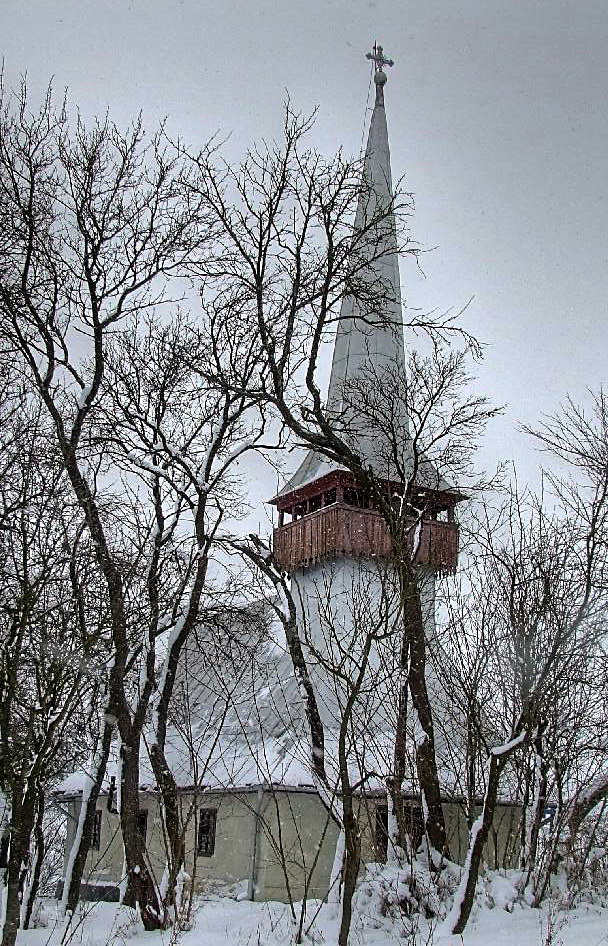
Biserica de lemn din Mihăiești, județul Cluj 2009

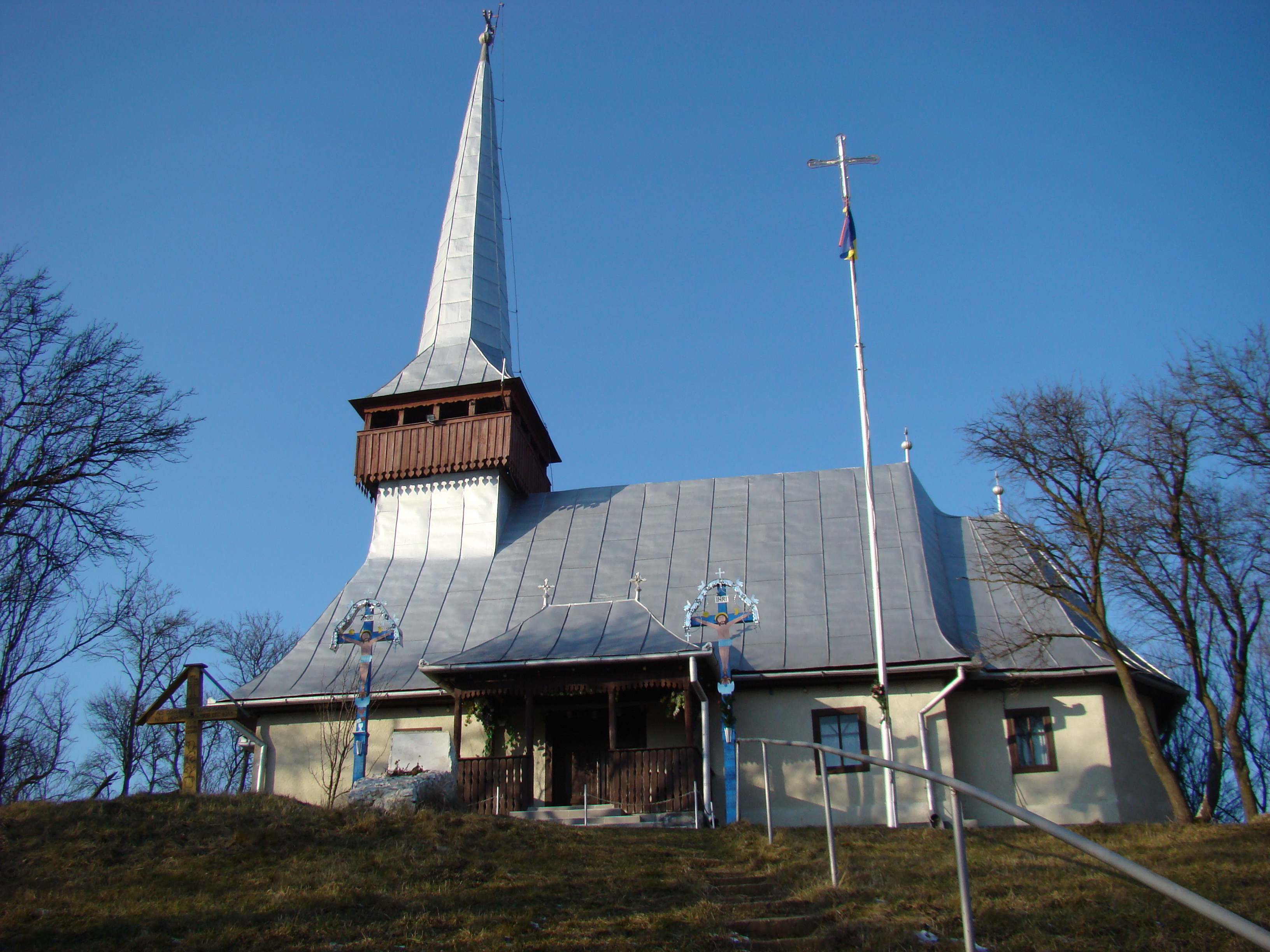
Biserica de lemn „Sfinții Arhangheli Mihail și Gavril” din Mihăiești, comuna Sânpaul, judetul Cluj, foto: decembrie 2008.

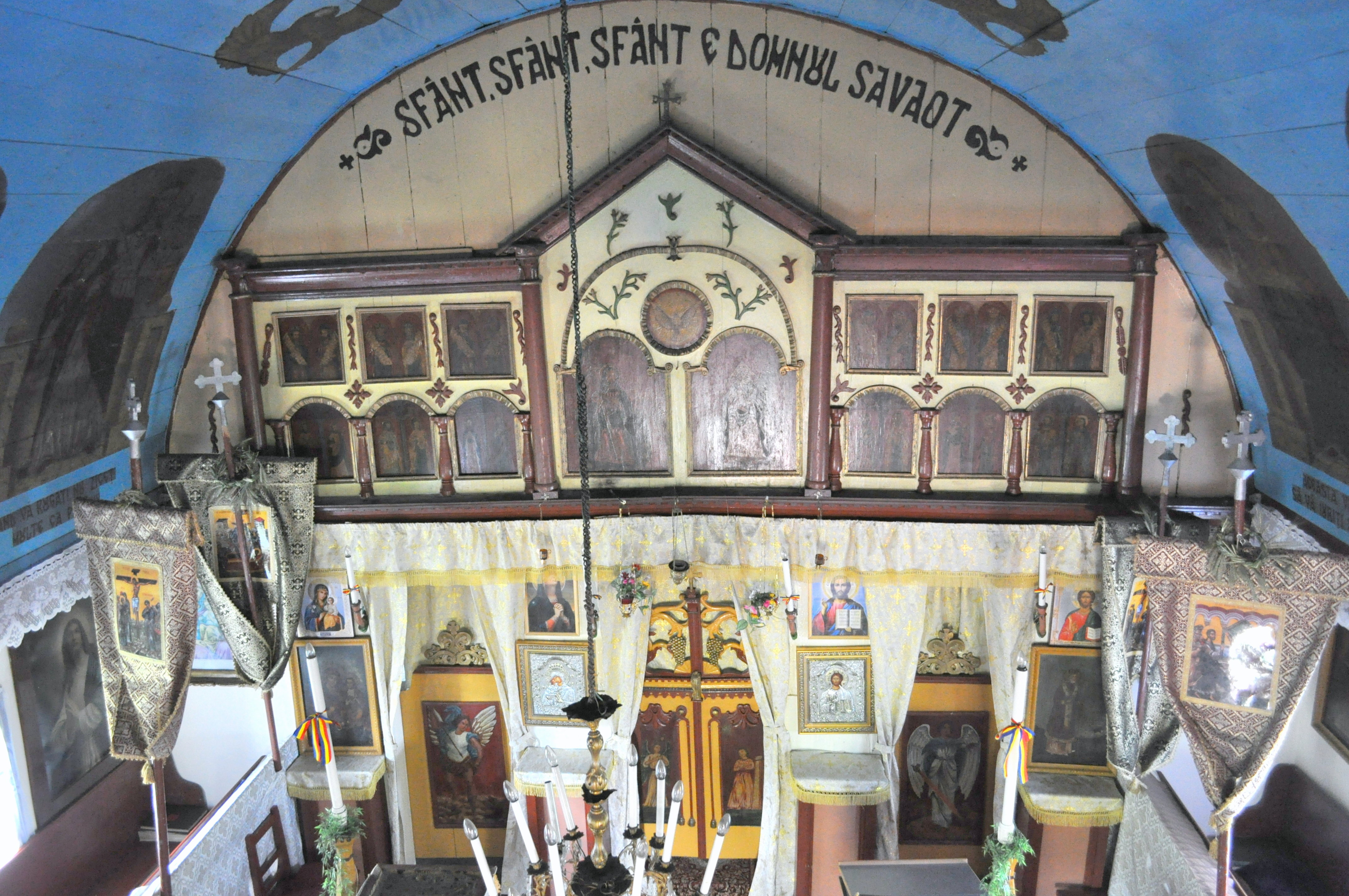
Interiorul navei

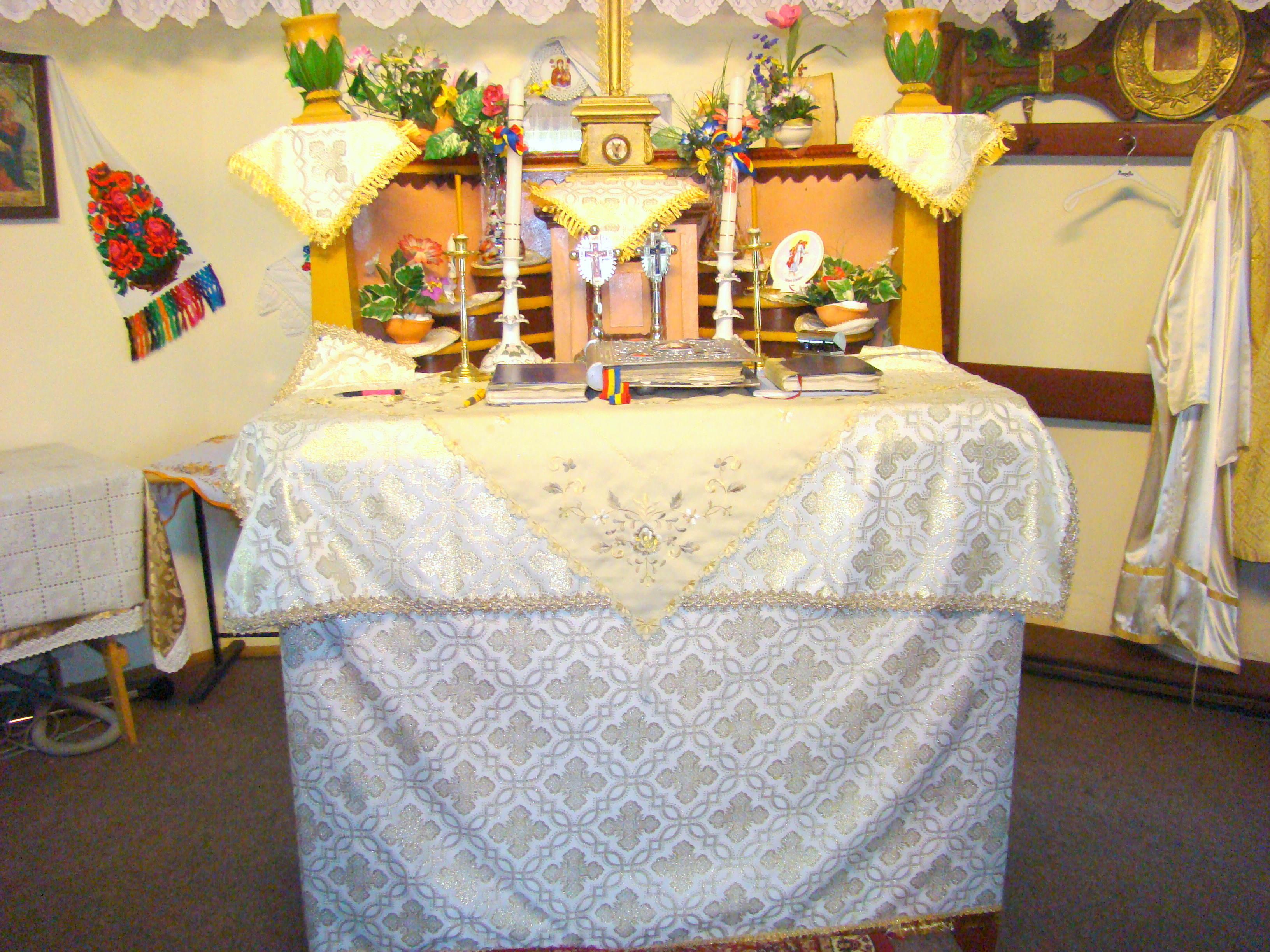
Masa altarului

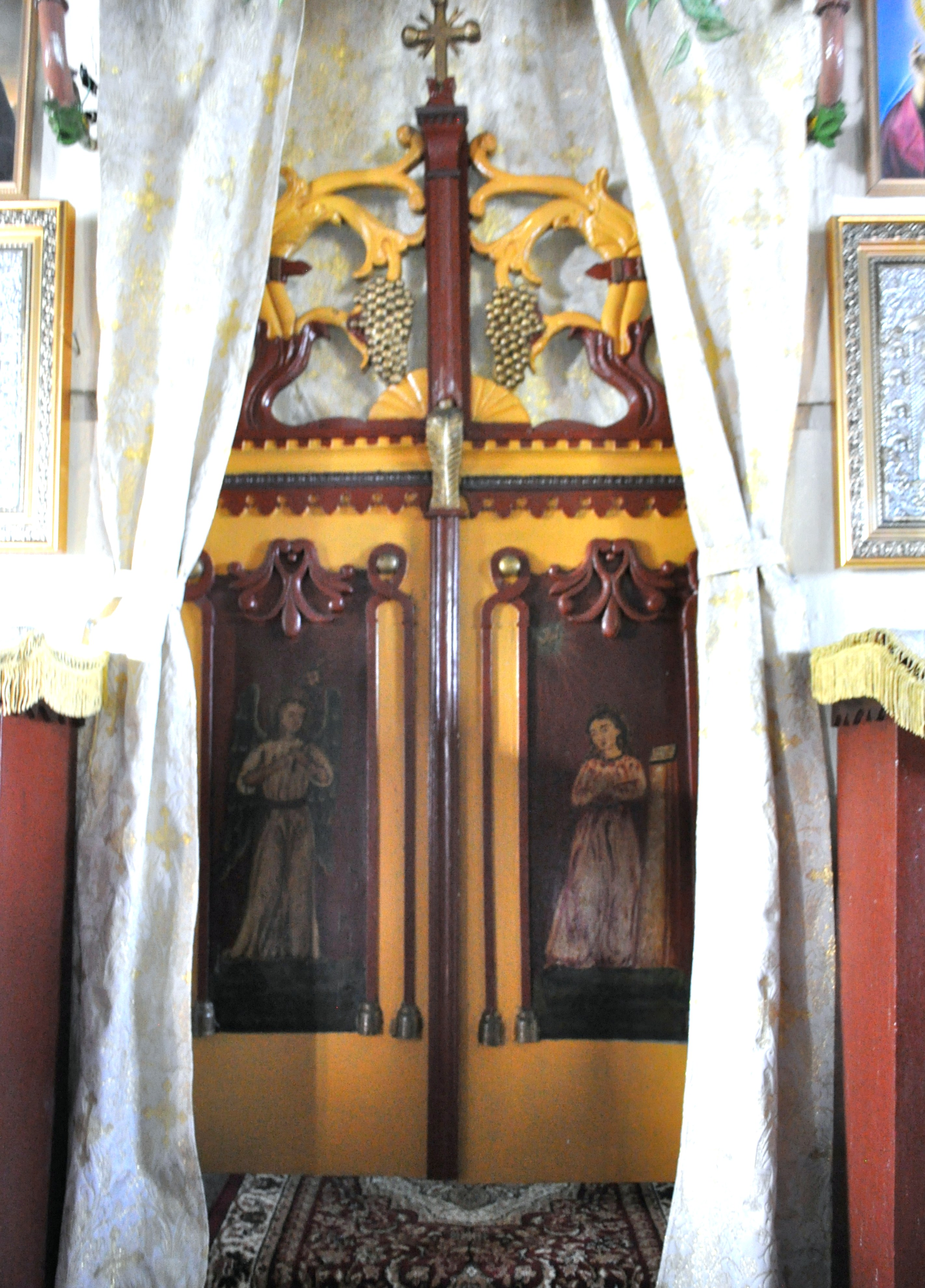
Ușile împărătești

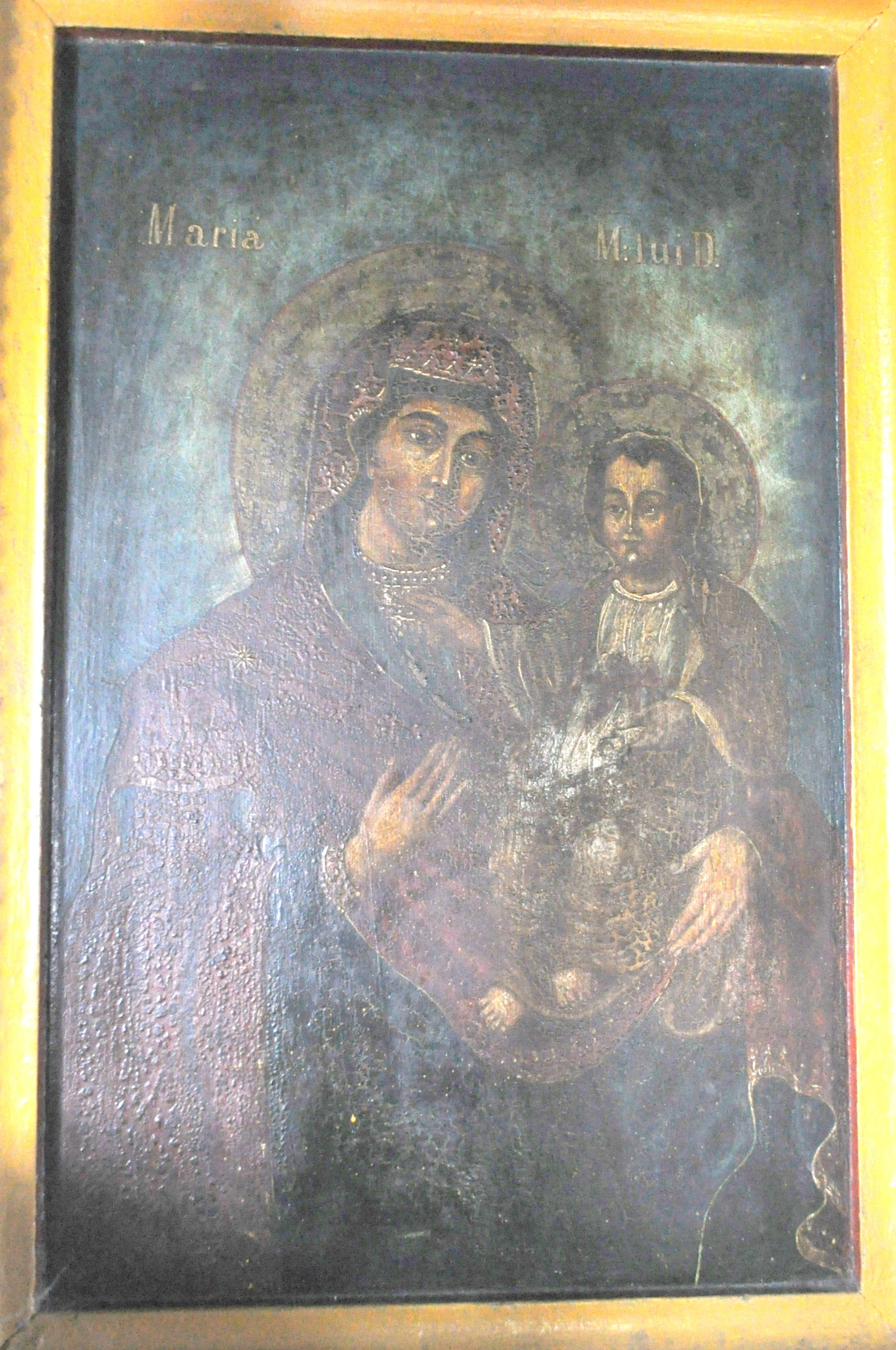
Maria cu Pruncul

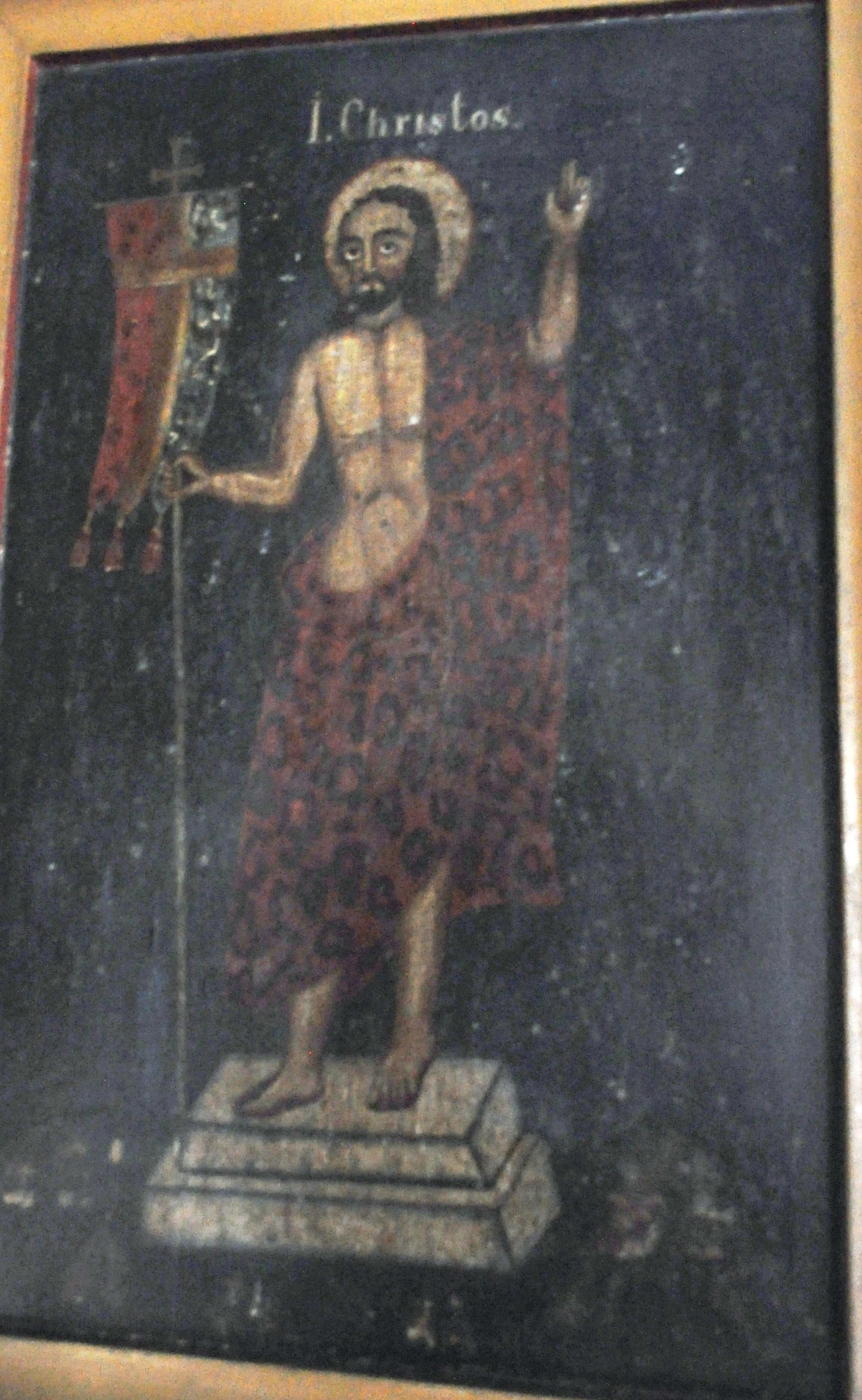
Iisus Hristos

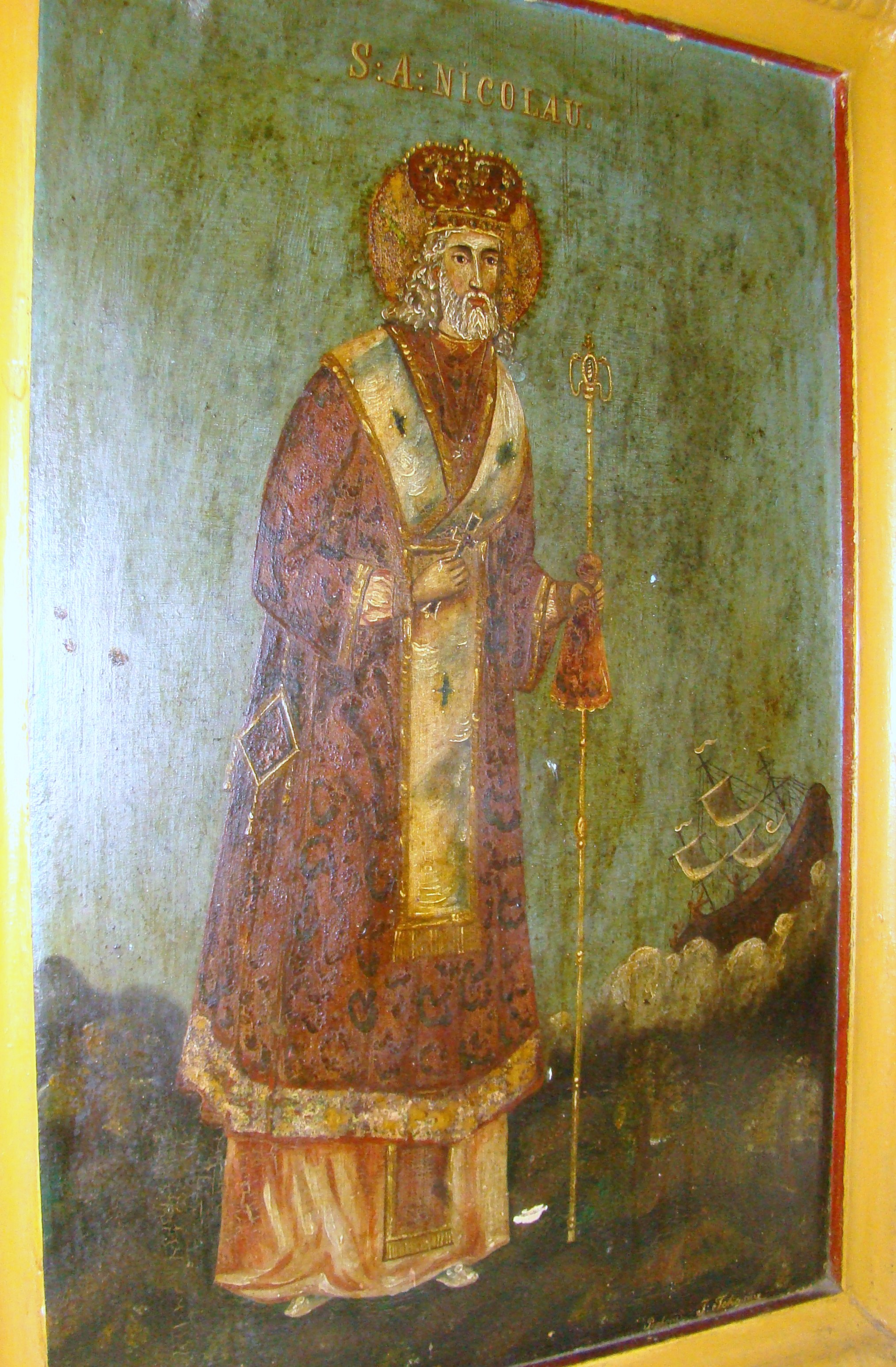
Sfântul Nicolae

Biserica de lemn din Mihăiești, comuna Sânpaul, județul Cluj este lăcașul de cult folosit de comunitatea ortodoxă din satul Mihăiești. Edificată în a doua parte a secolului XIX (1862), biserica nu este sub protecția legii monumentelor istorice.

## Istoric și trăsături
Satul Mihăiești aparținător comunei Sânpaul se află la distanța de 29 km de Cluj-Napoca, spre Nord-Vest, pe șoseaua ce duce spre Zalău. Localitatea este mică, cu o populație îmbătrânită. 
Biserica e situată pe deal în centrul satului, construită în anul 1862 din lemn, dar a suferit multe modificări de atunci. A fost restaurată în 1955 prin îngrijirea preotului paroh Clemente Plăianu. Pictura a fost realizată de Pancrațiu Chioreanu.
În anul 1974 a fost resfințită. Biserica poartă hramul „Sfinții Arhangheli Mihail și Gavril”.
Parohia Mihăiești, în preajma momentului construirii bisericii era o parohie de dimensiuni mici cu aproximativ 300-400 credincioși.
Șematismul Eparhiei de Cluj-Gherla pe anul 1947, precizează referitor la biserica din satul Mihăiești că este ridicată în anul 1862. Prima renovare are loc doar după zece ani, în 1872. 
O altă lucrare face referire la momentul edificării biserici. Conform acesteia biserica a fost construită pe locul și cu lemnul dăruit de fostul stăpân feudal al locului, contele Haller Lajos. 

## Imagini din exterior

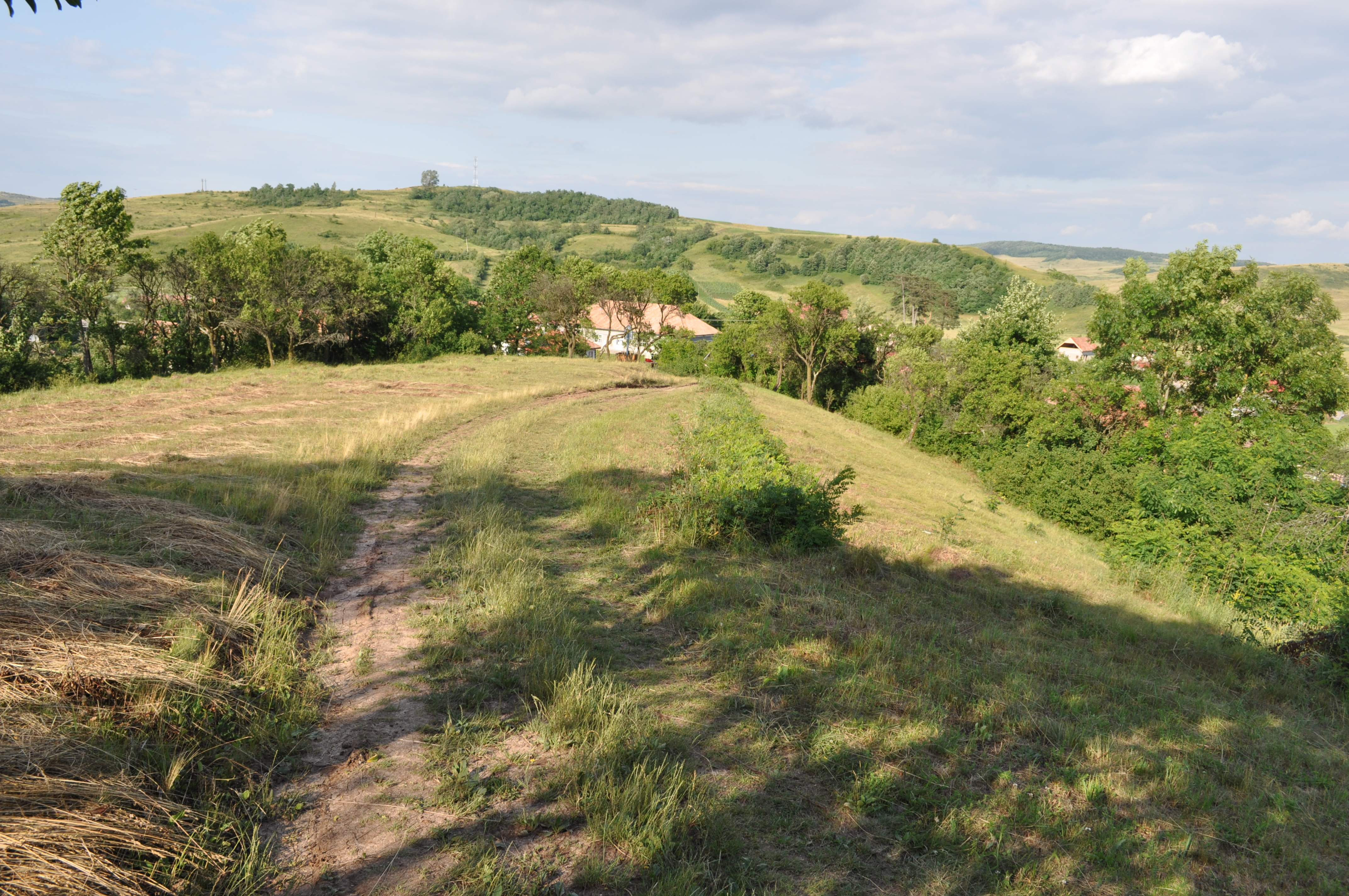
Drumul spre biserică
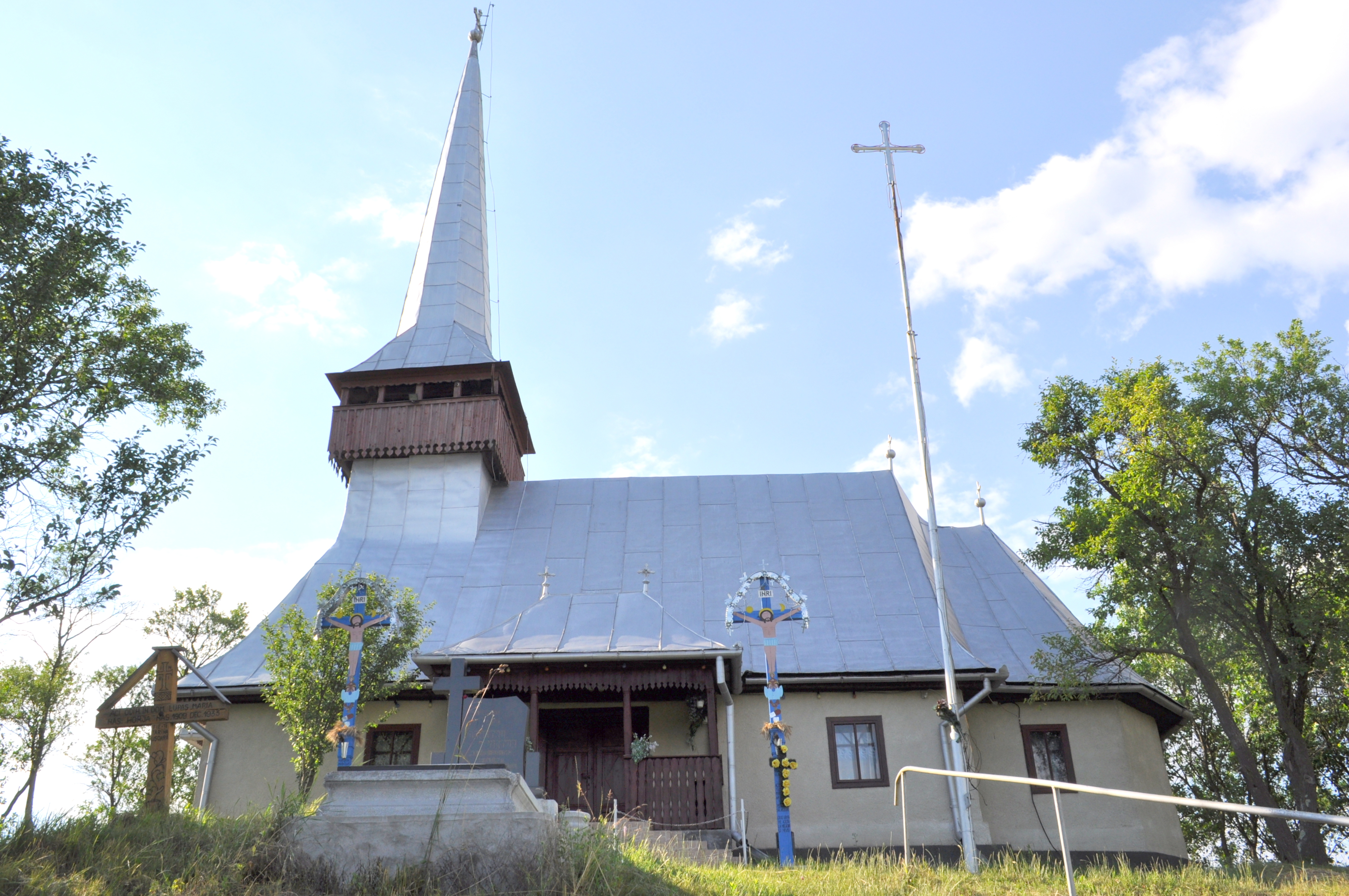
Biserica (sud)
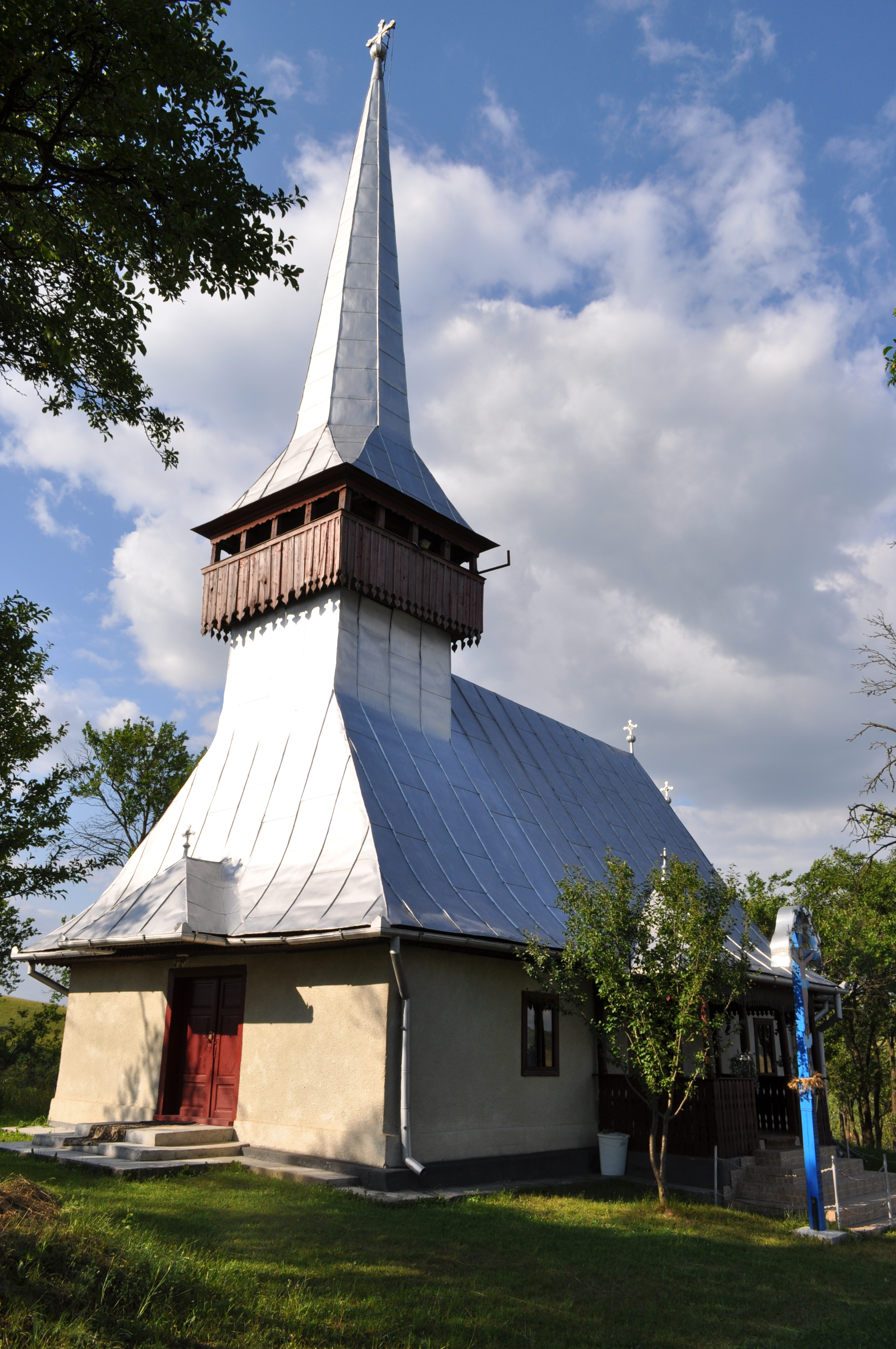
Biserica (sud-vest)
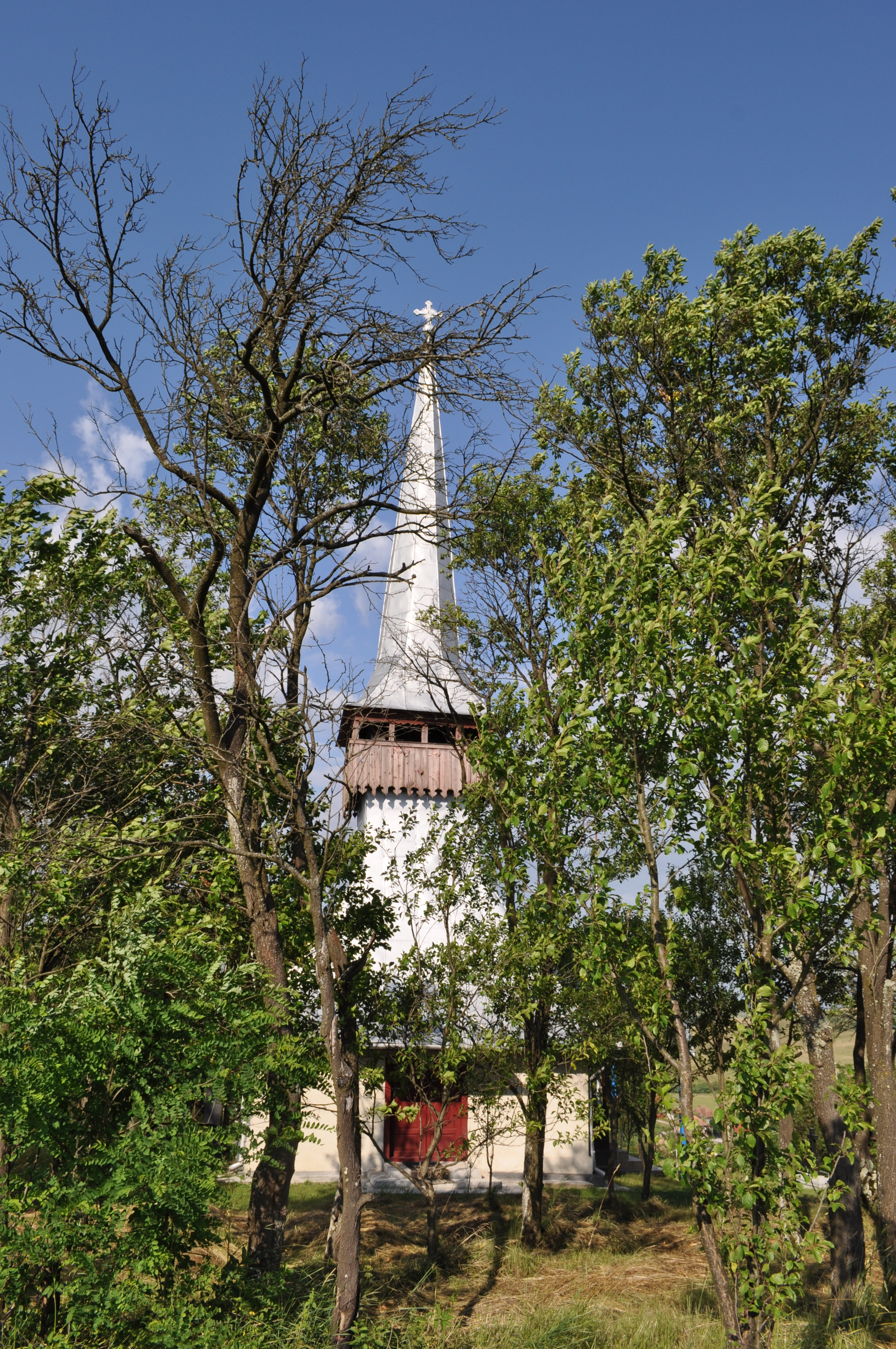
Biserica (vest)
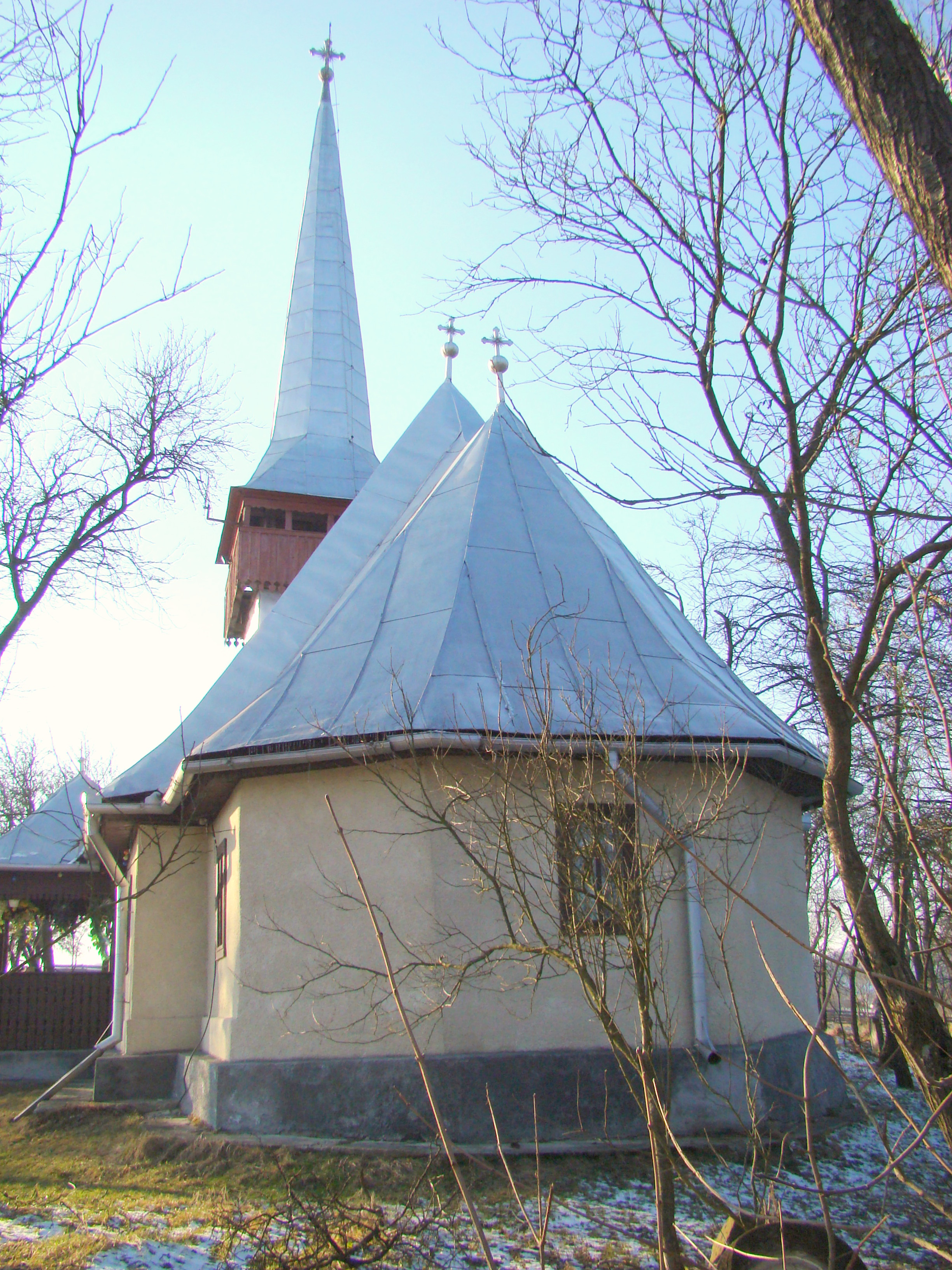
Biserica (est)
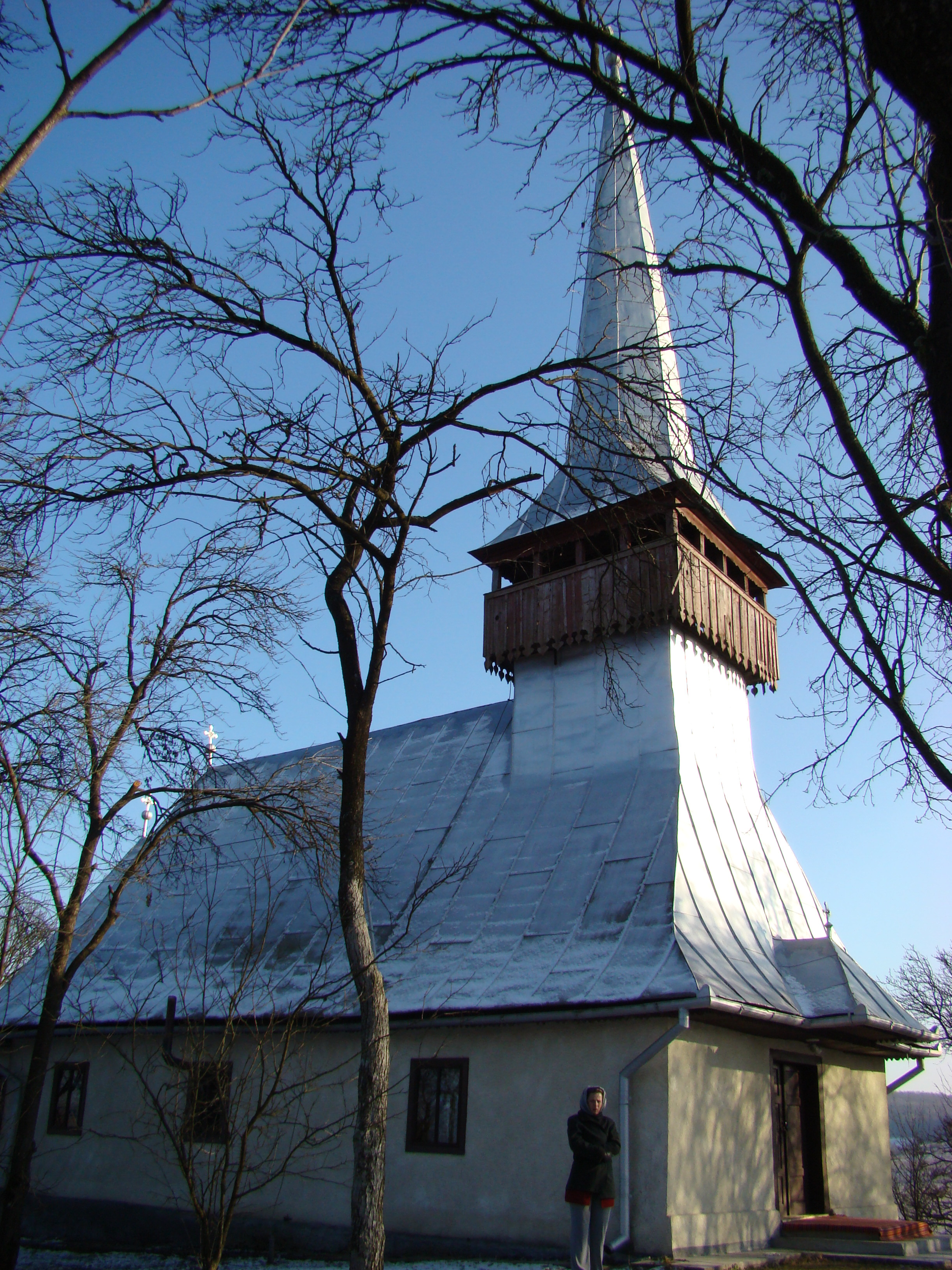
Biserica (nord-vest)
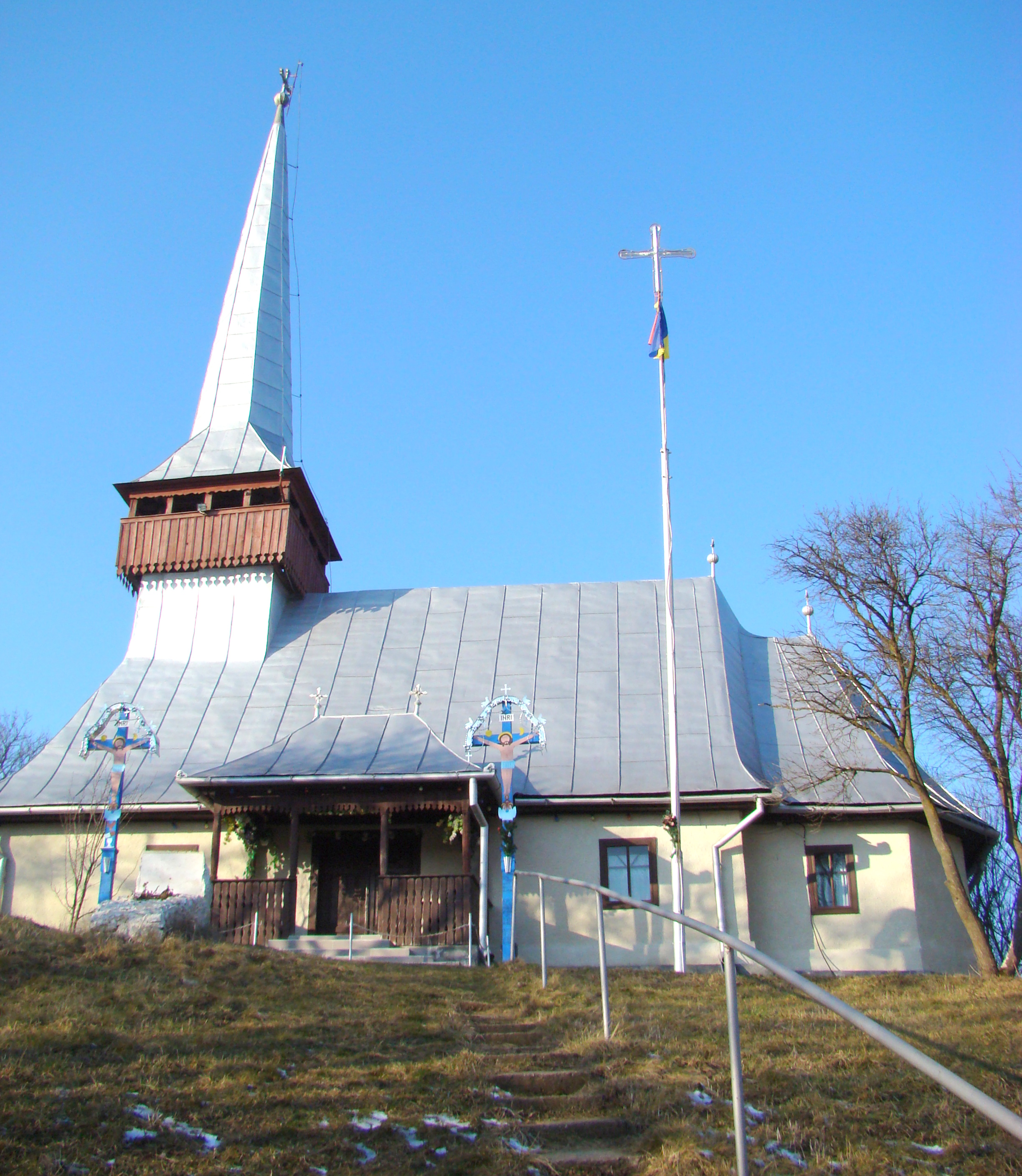
Biserica (sud)
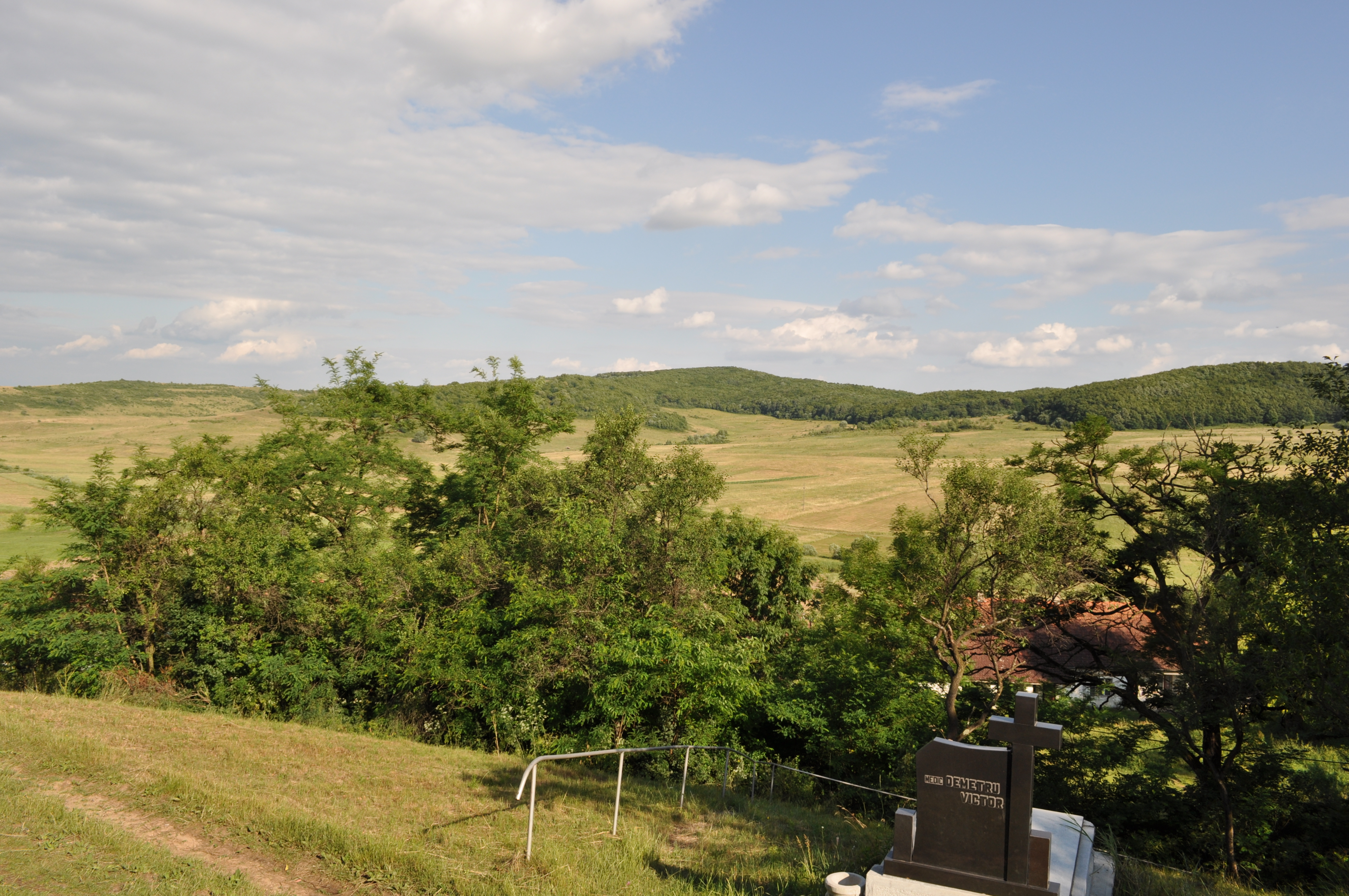
Împrejurimi

## Imagini din interior

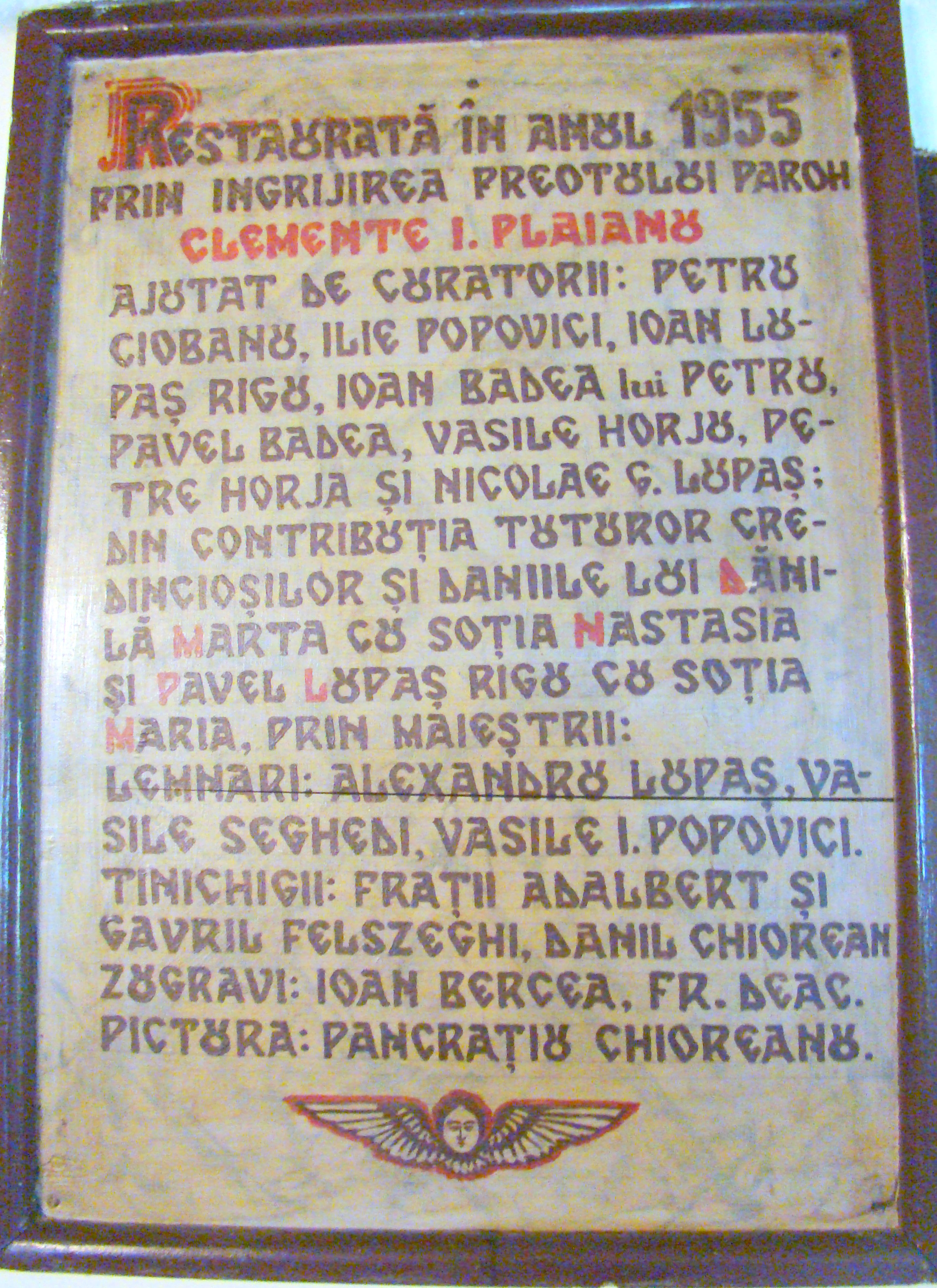
Pisanie
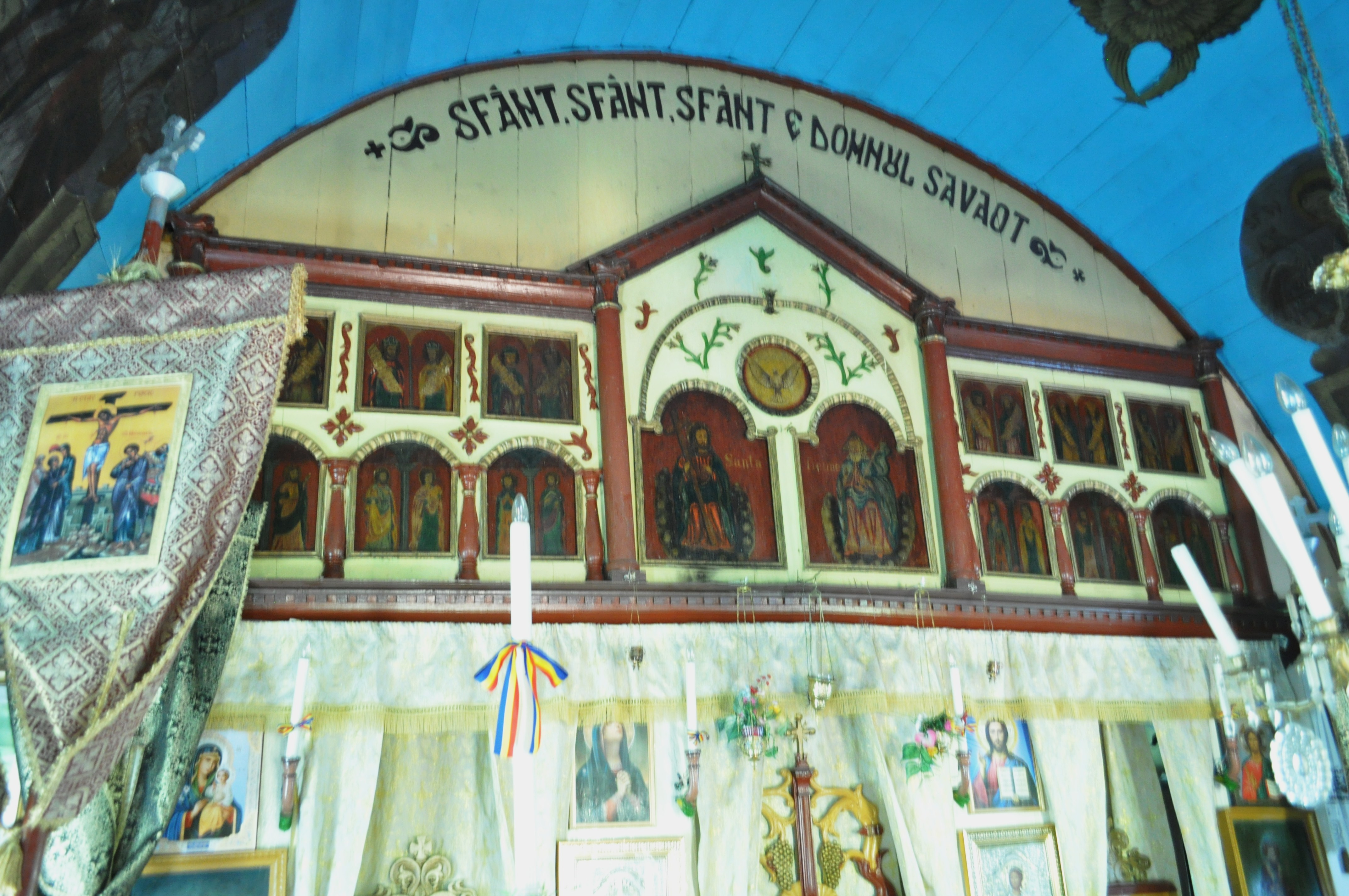
Interiorul navei
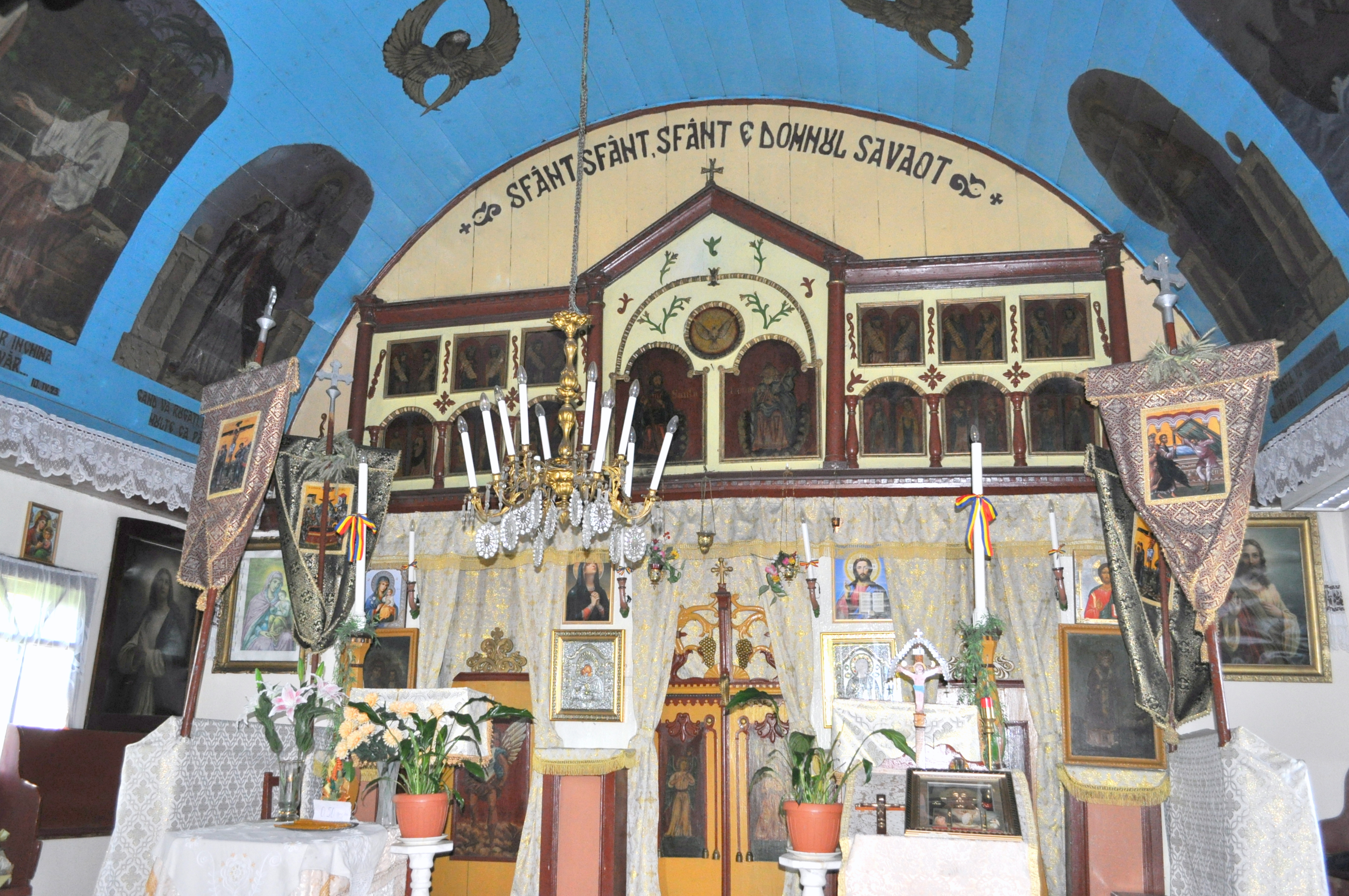
Interiorul navei
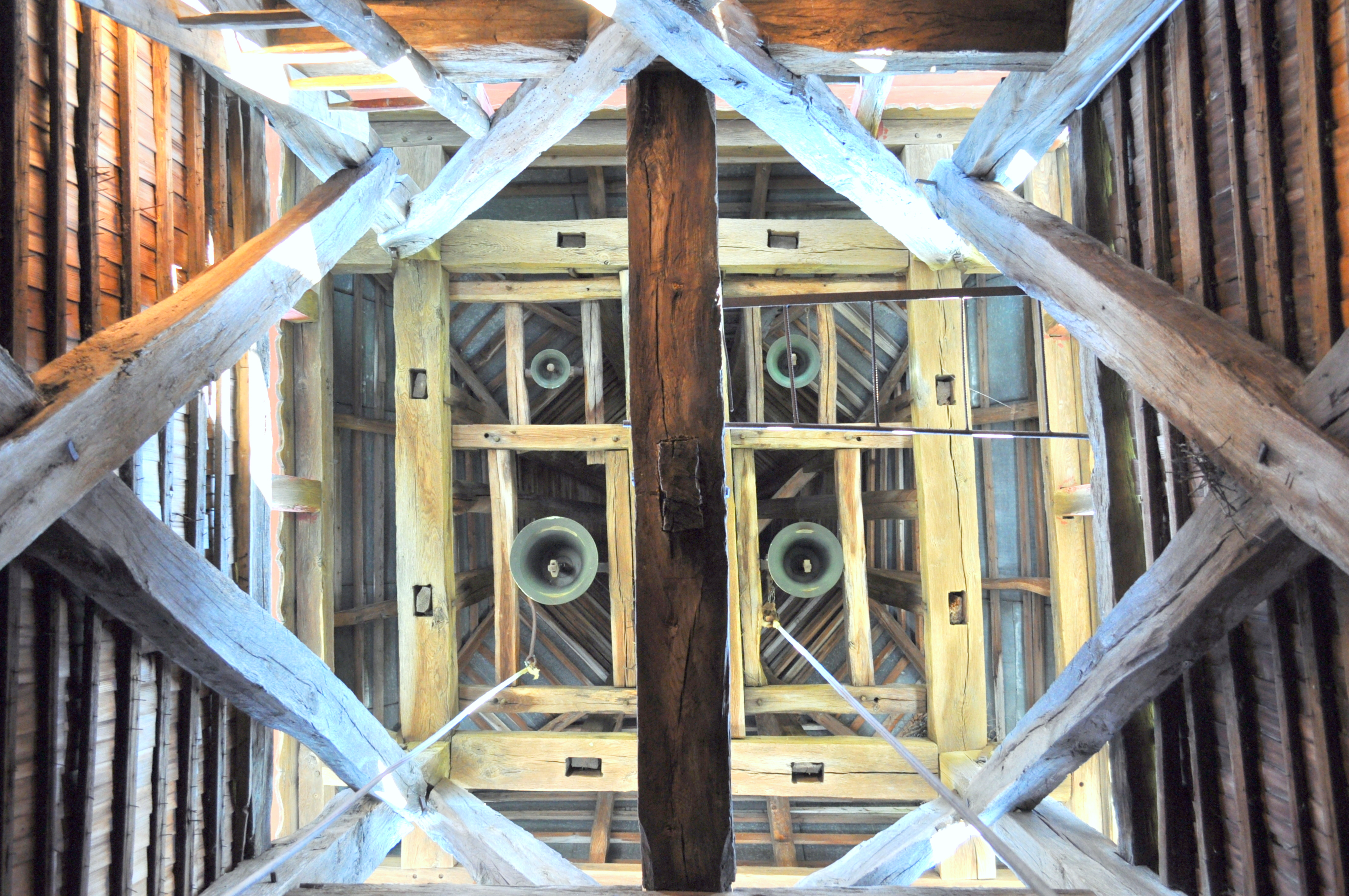
Clopotnița
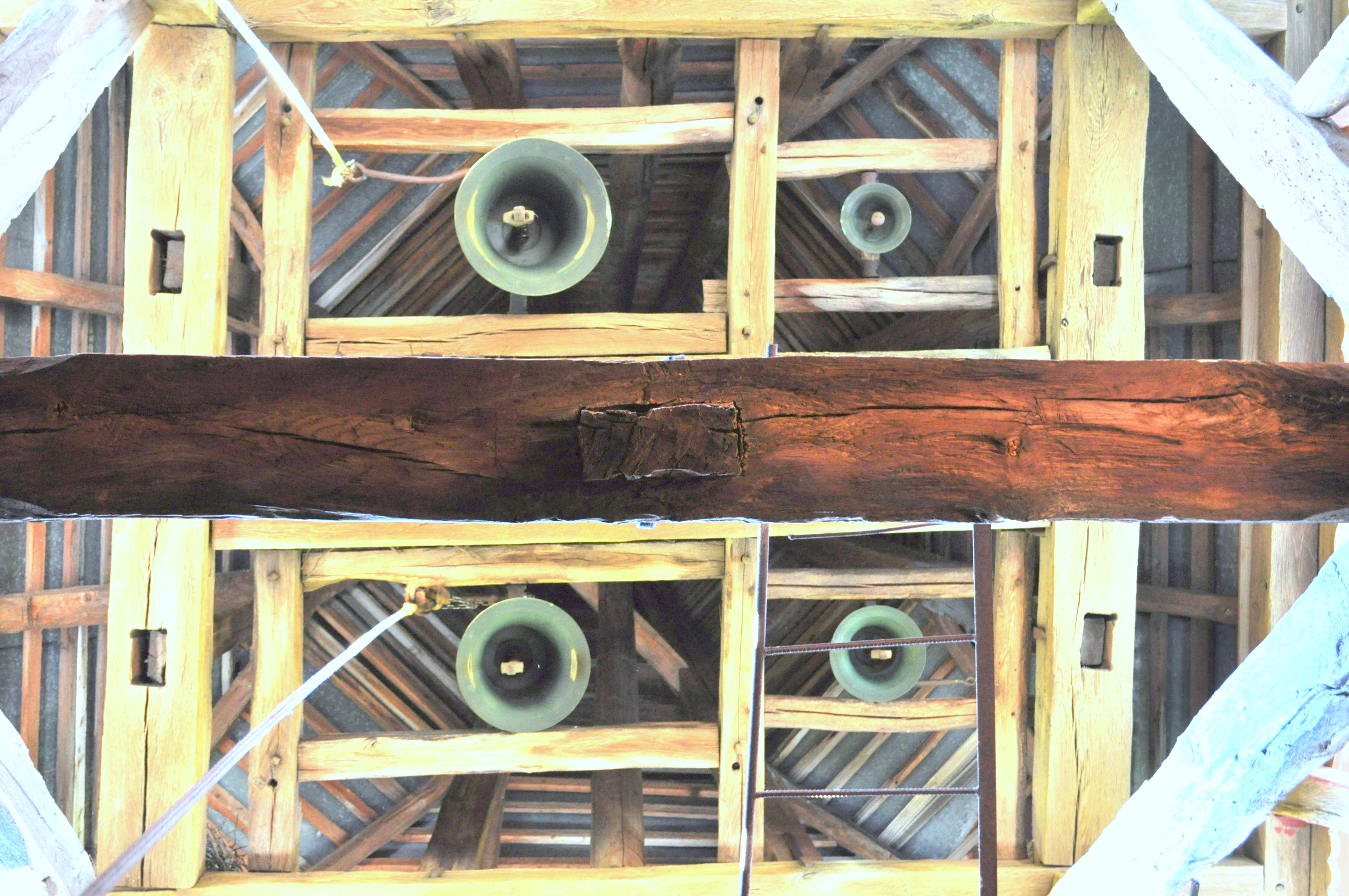
Clopotele bisericii
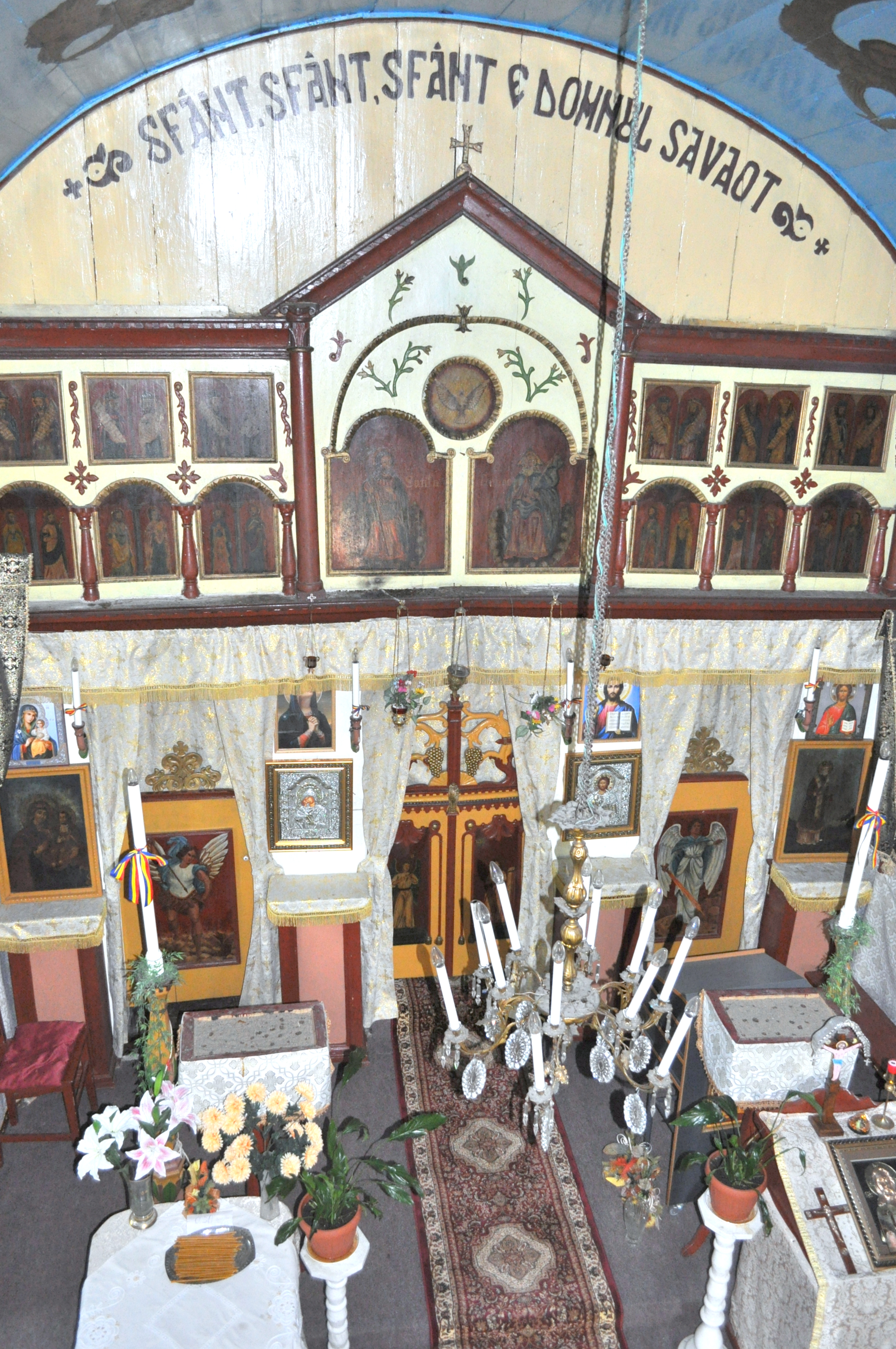
Interiorul navei
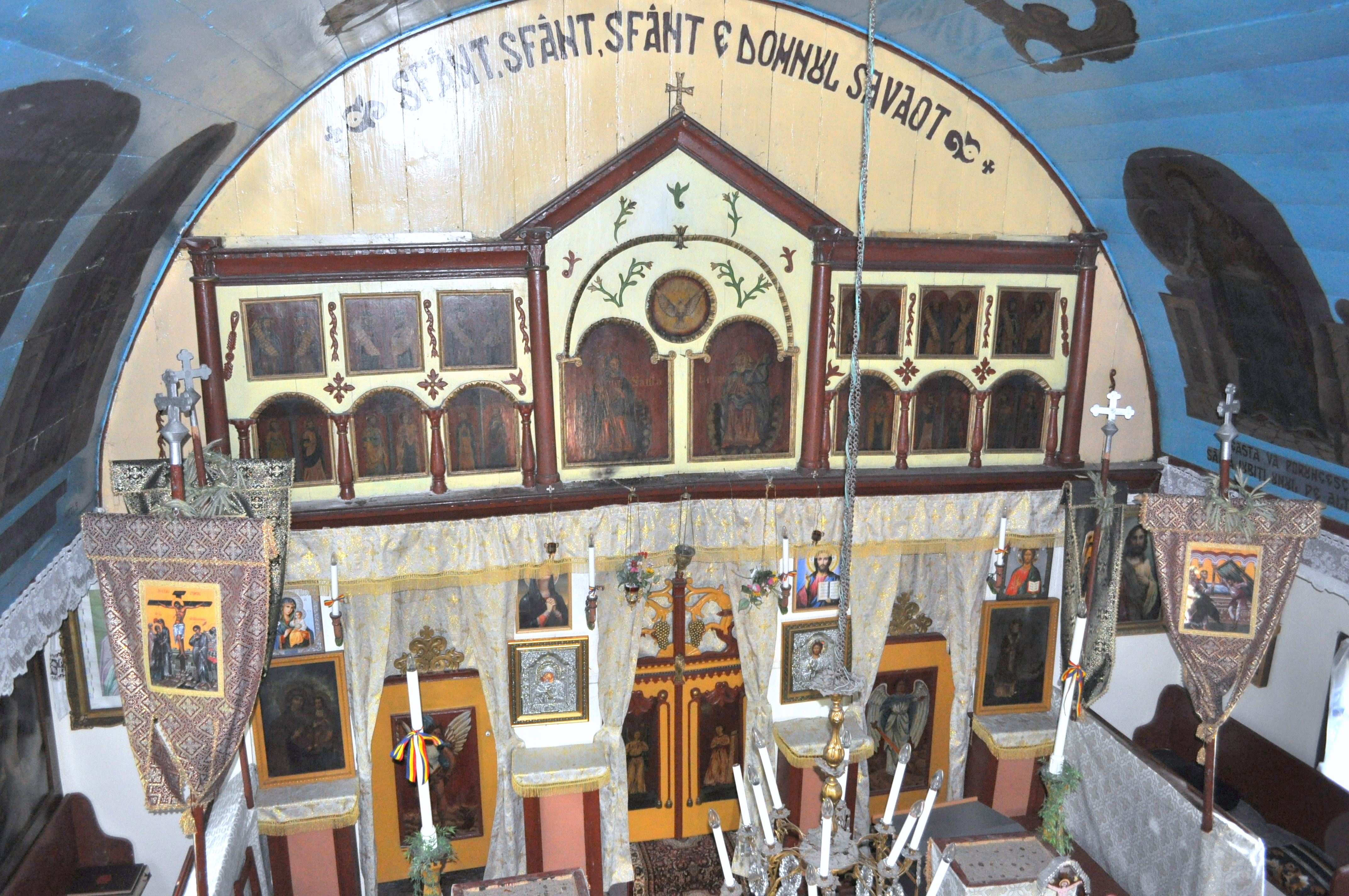
Interiorul navei
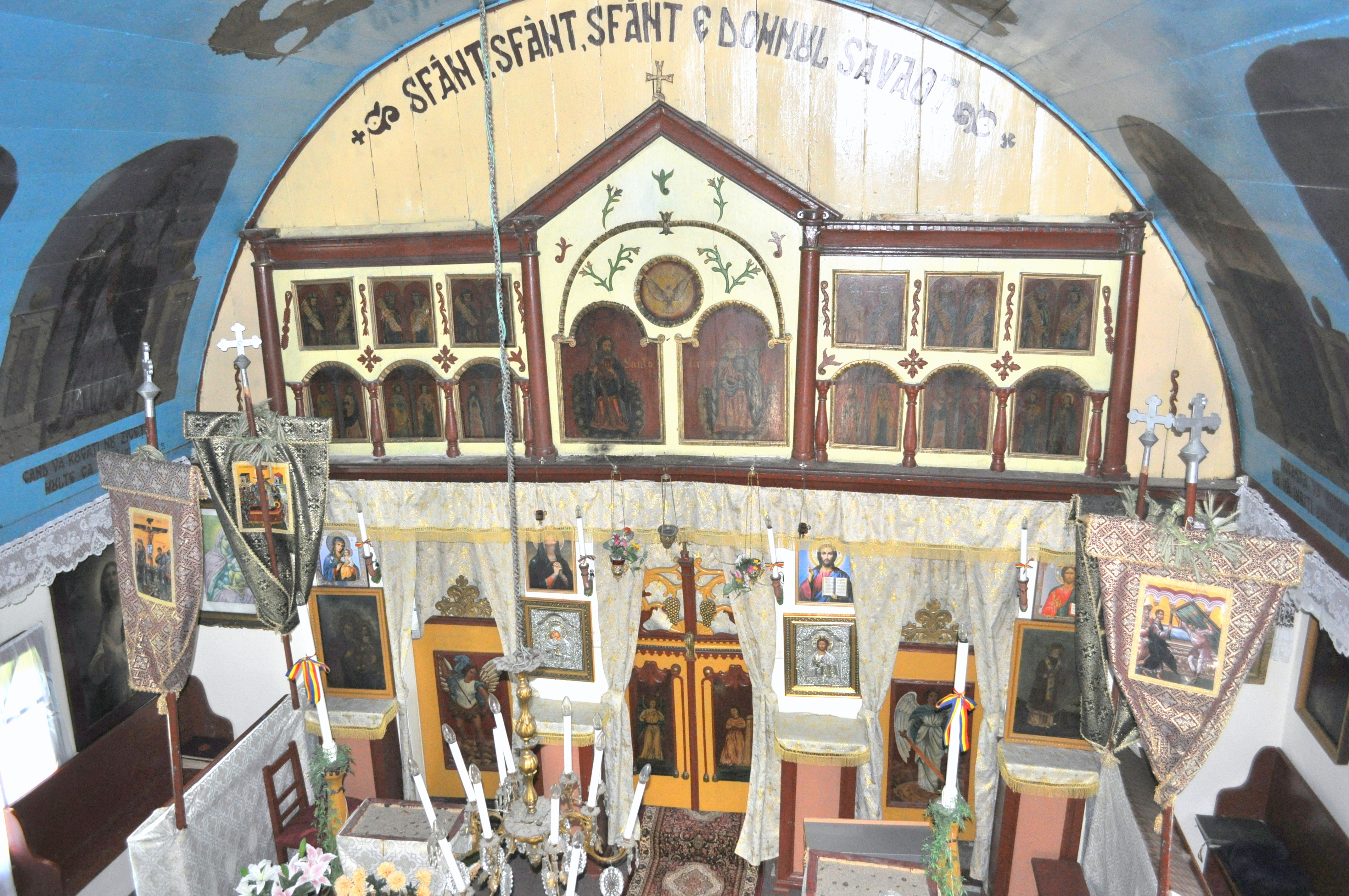
Interiorul navei
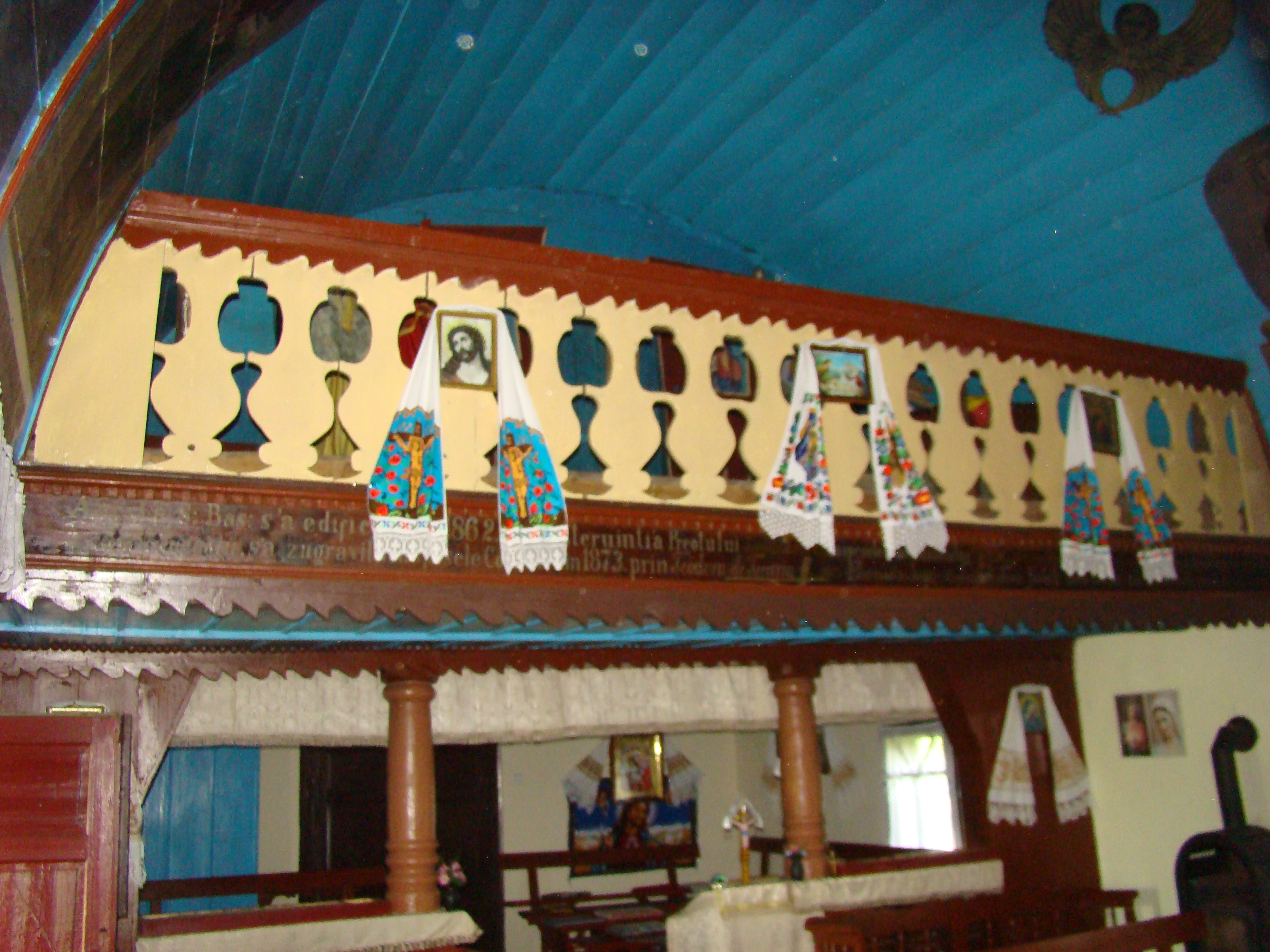
Corul bisericii
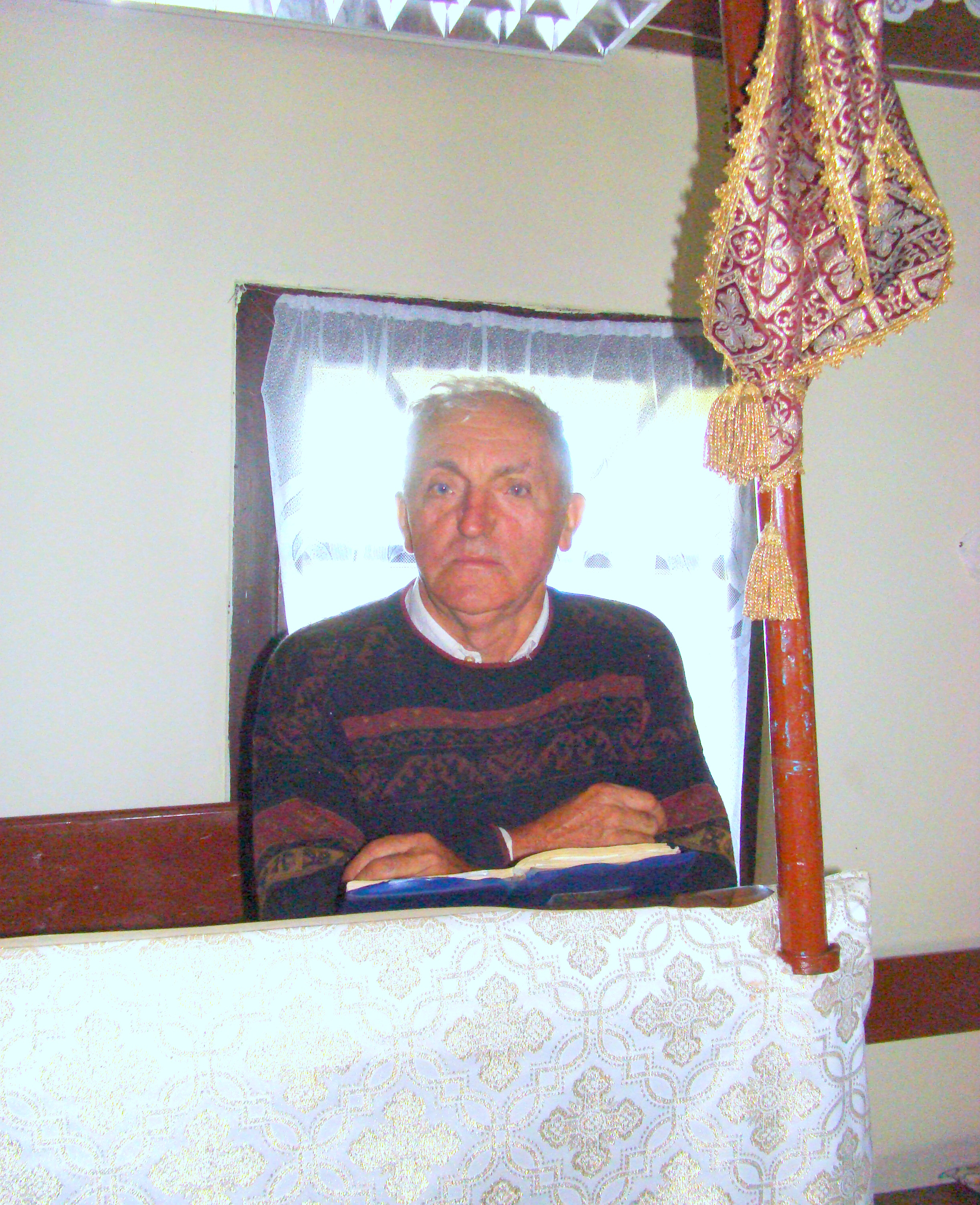
cantorul Șerban Viorel
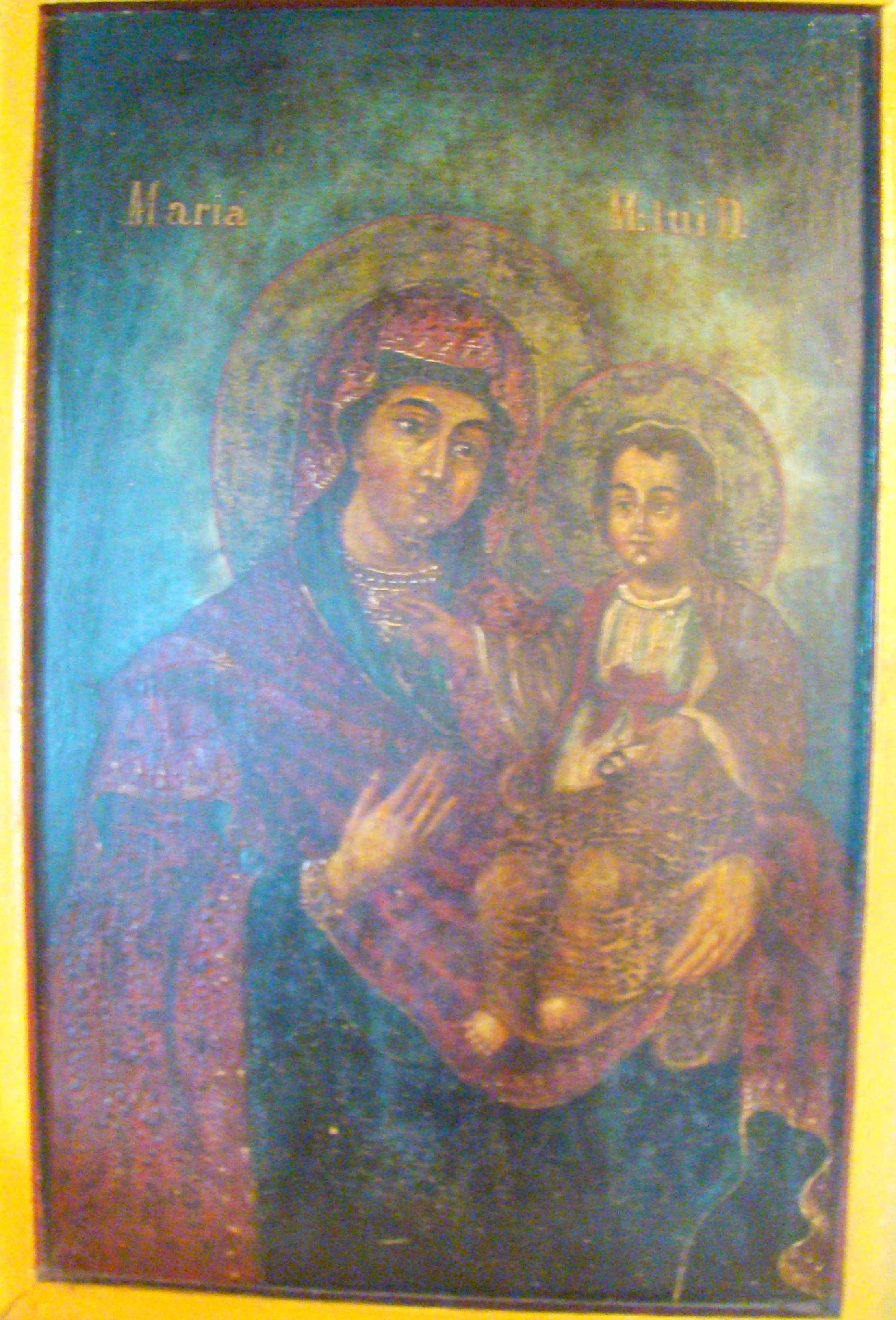
Maica Domnului cu Pruncul
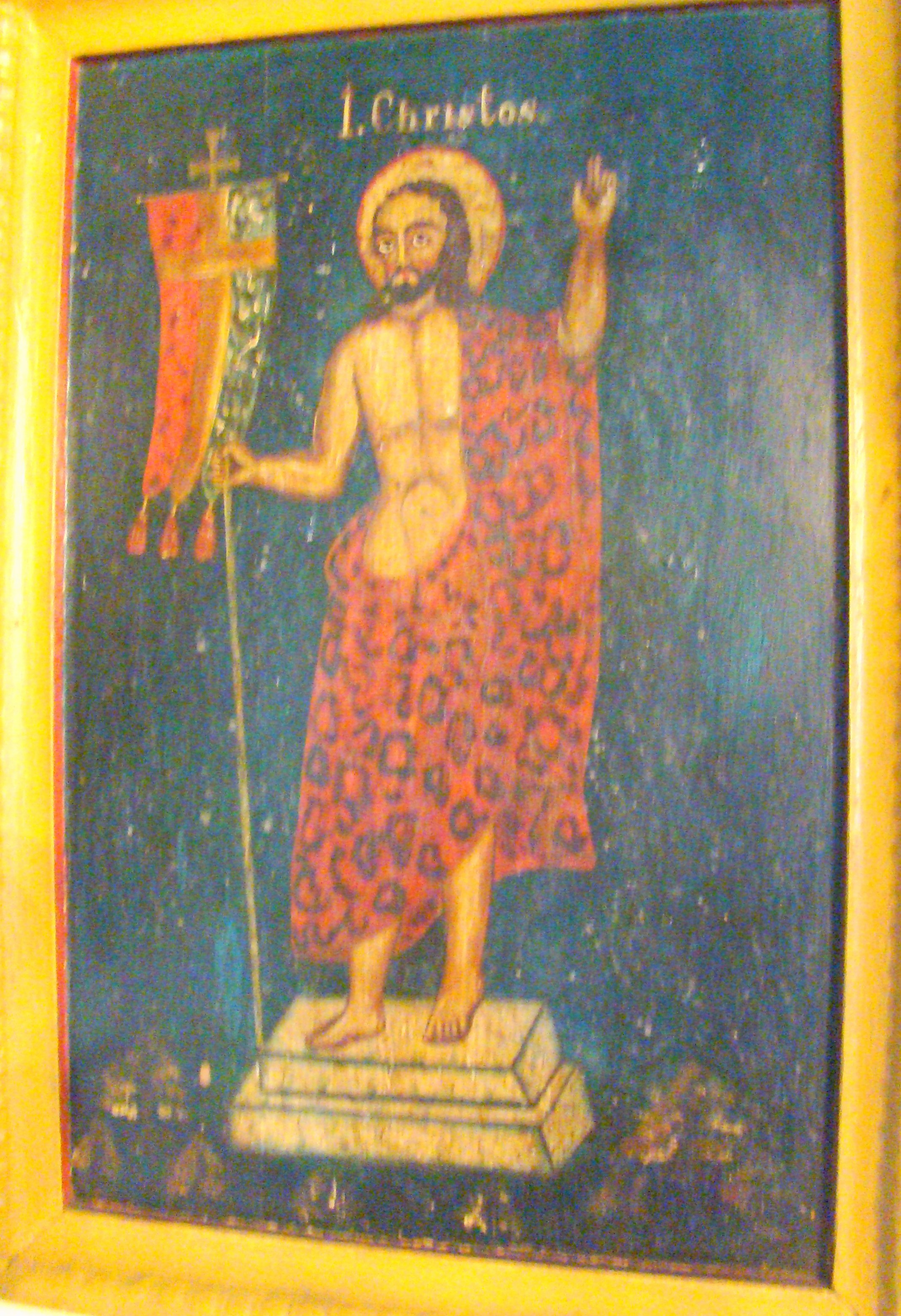
Iisus Hristos
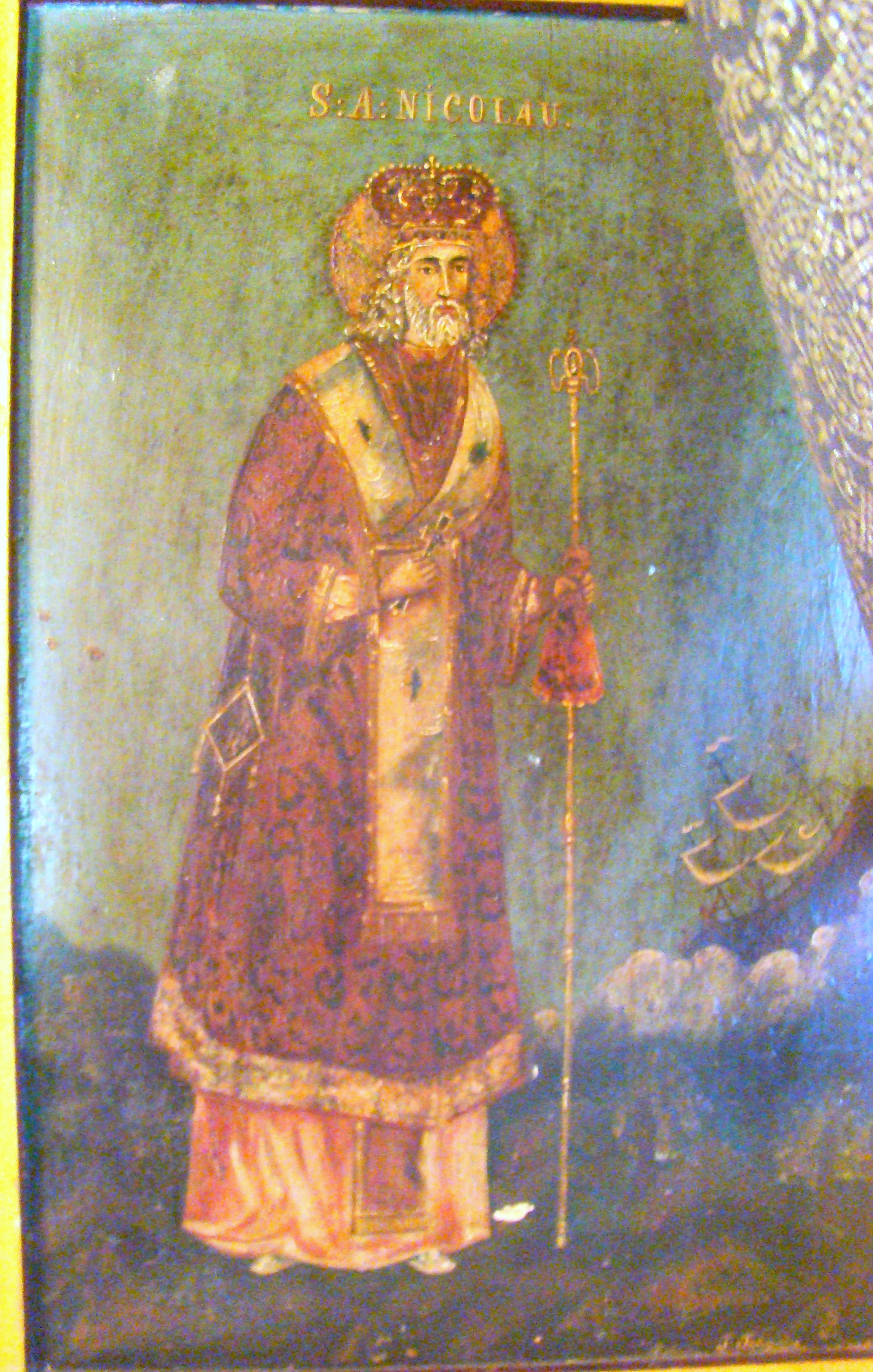
Sfântul Nicolae
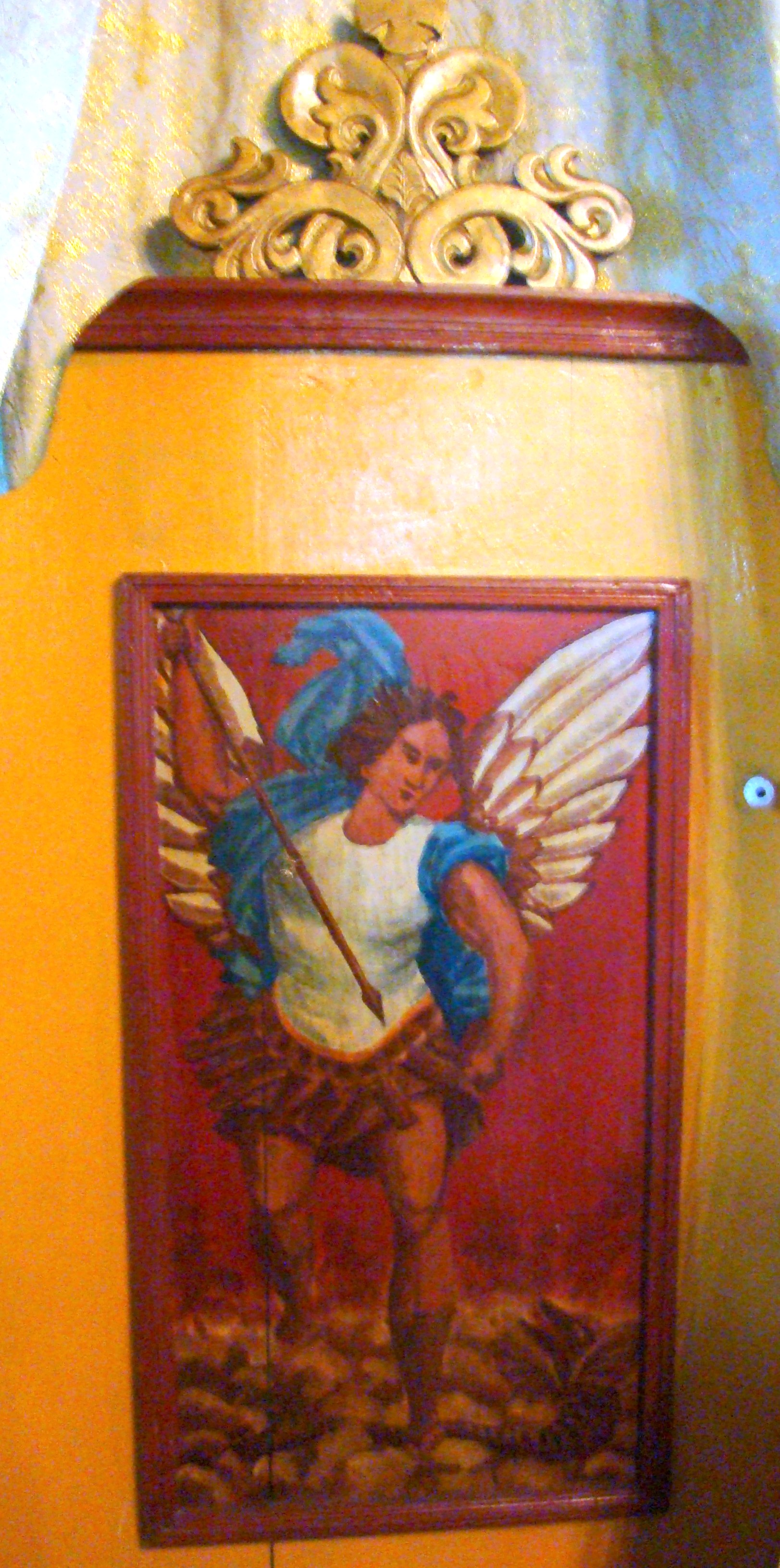
Ușă diaconească
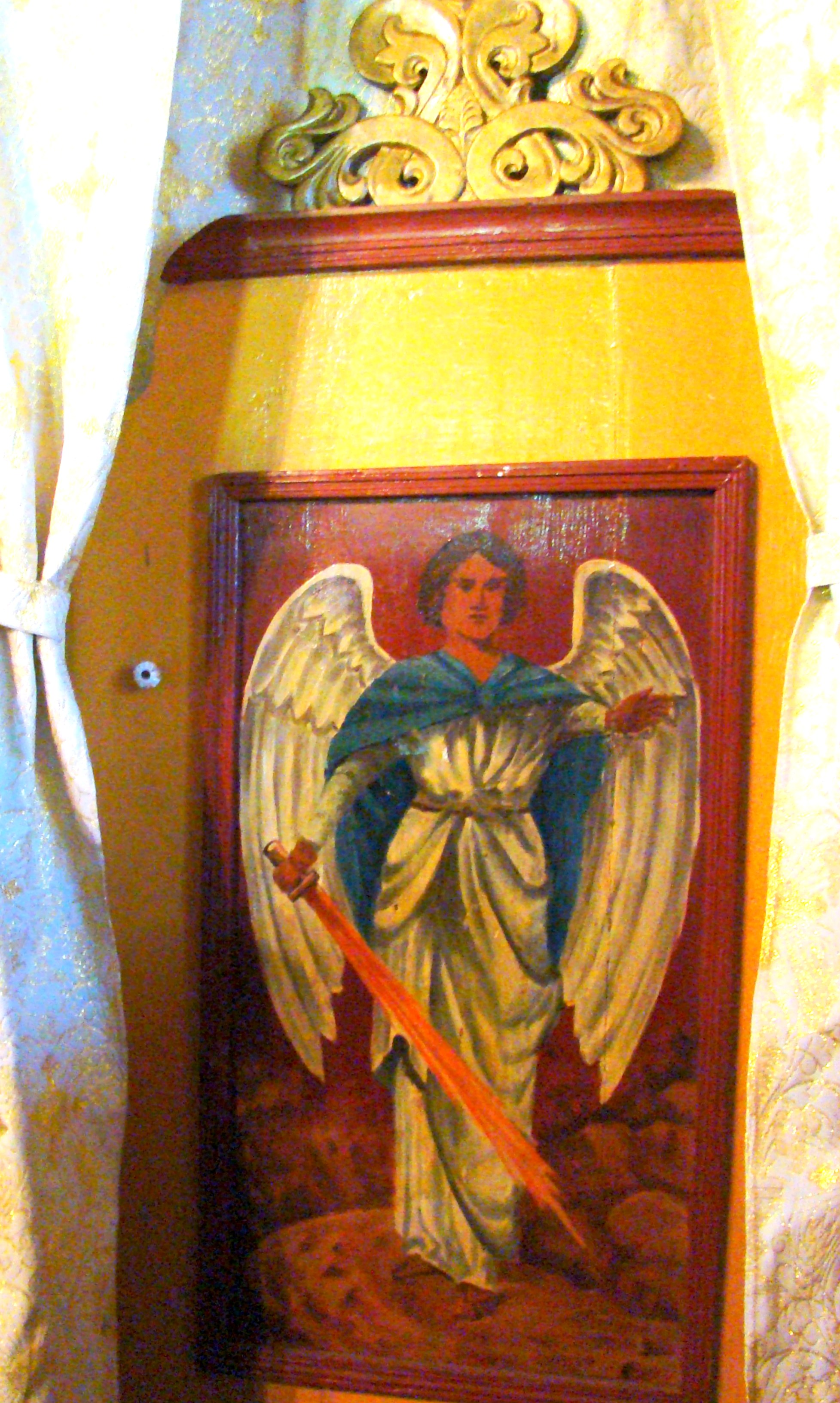
Ușă diaconească
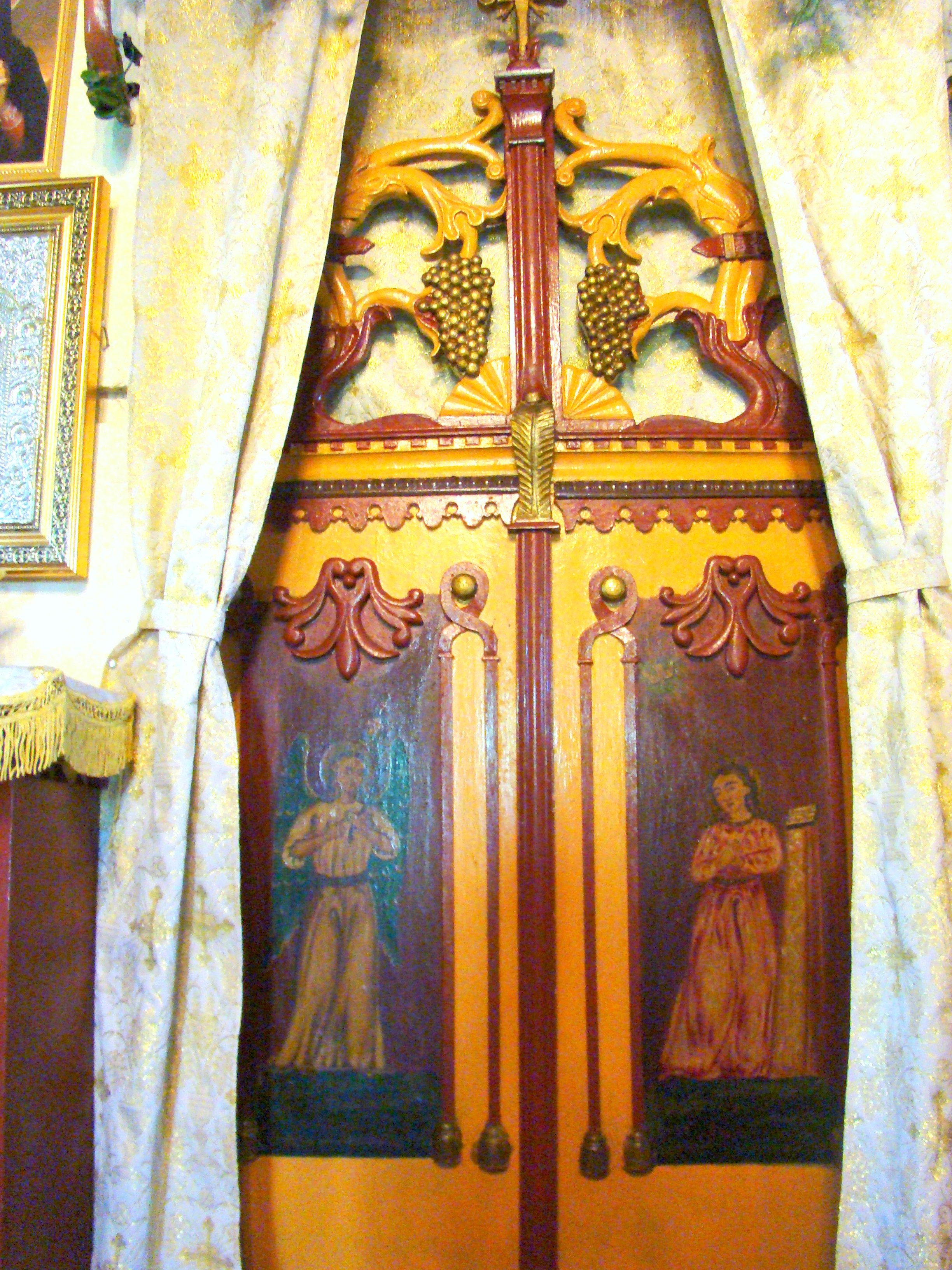
Ușile împărătești
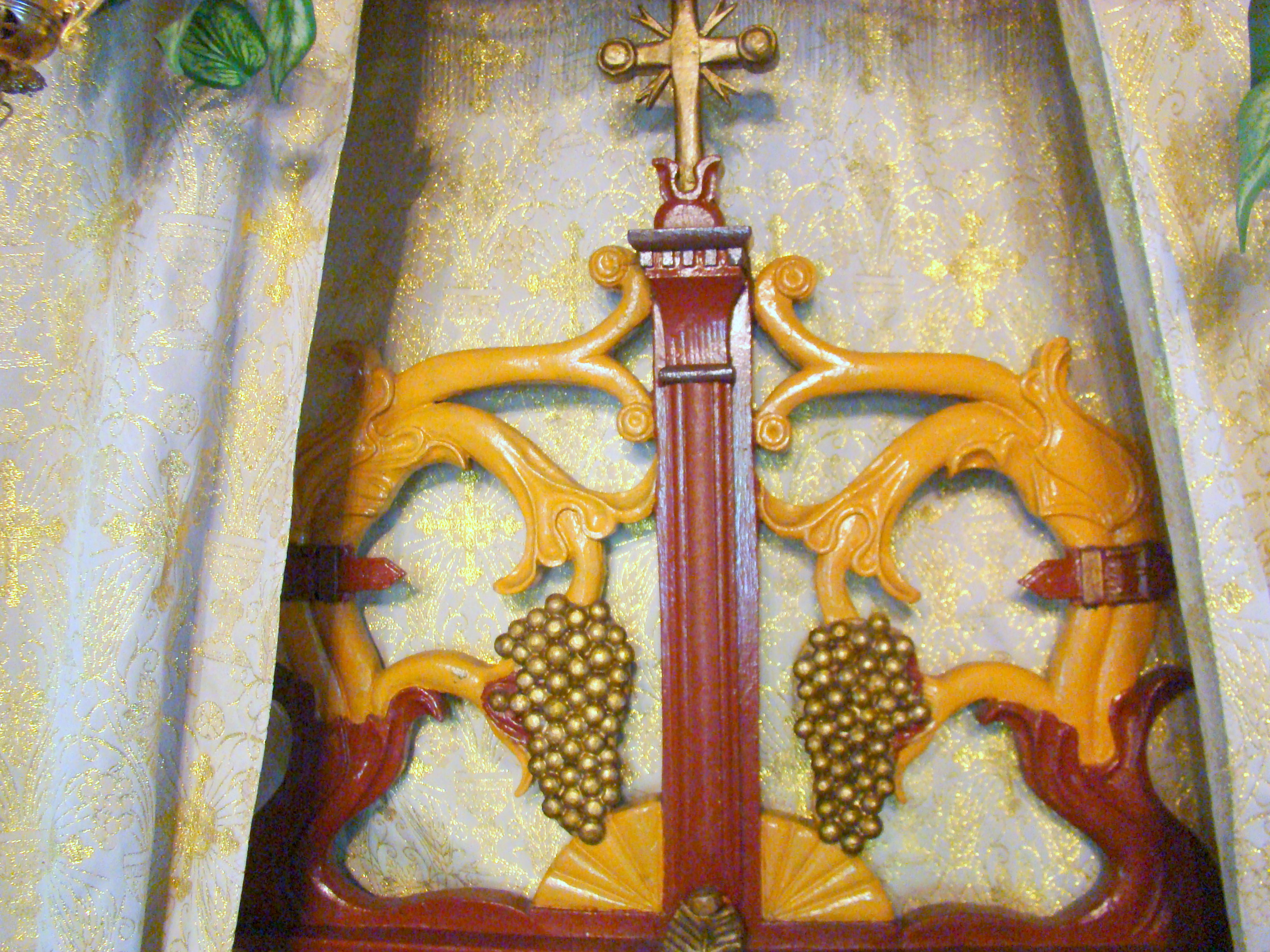
Ușile împărătești (detaliu)
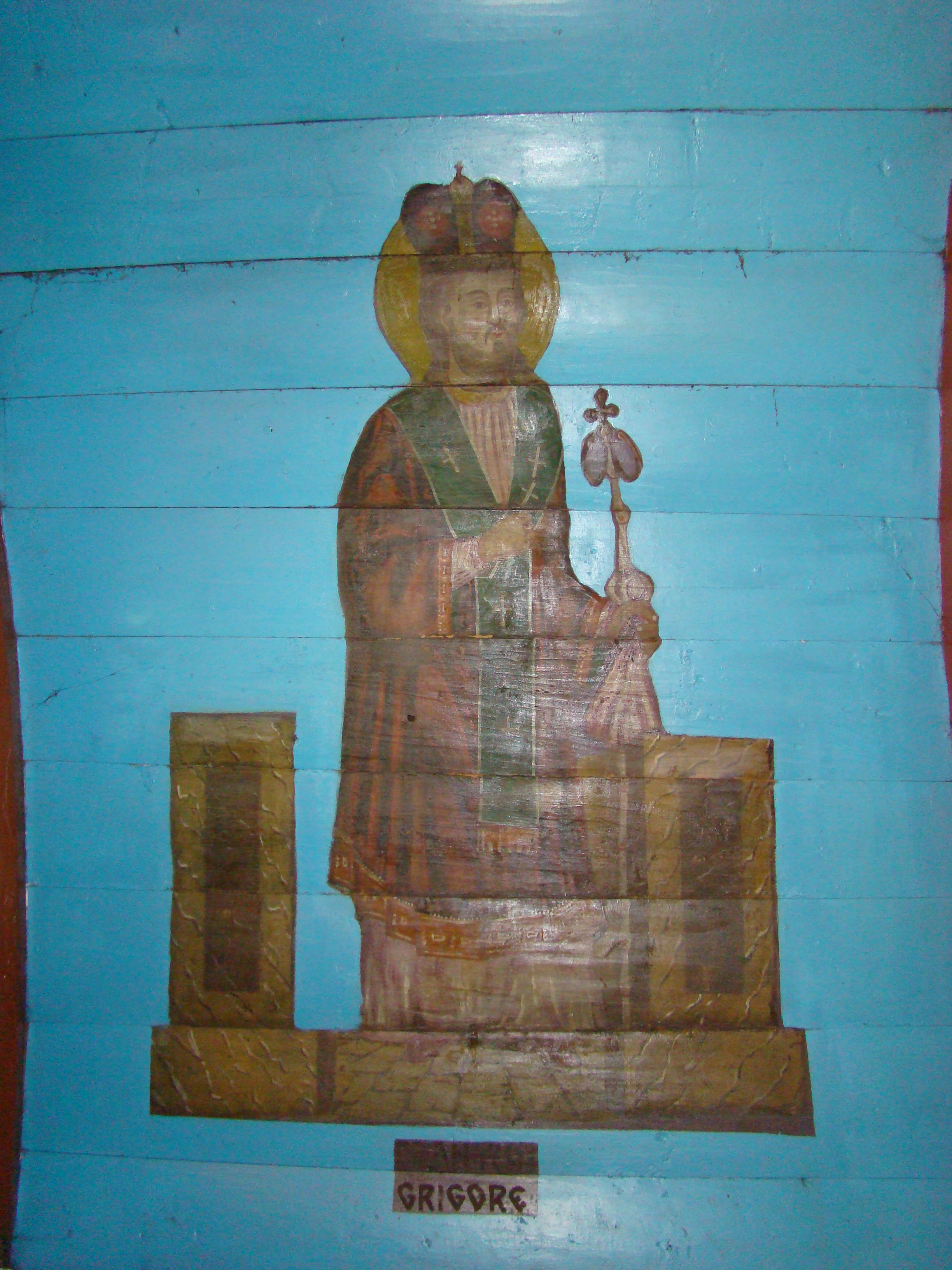
Sfântul Ierarh Grigore
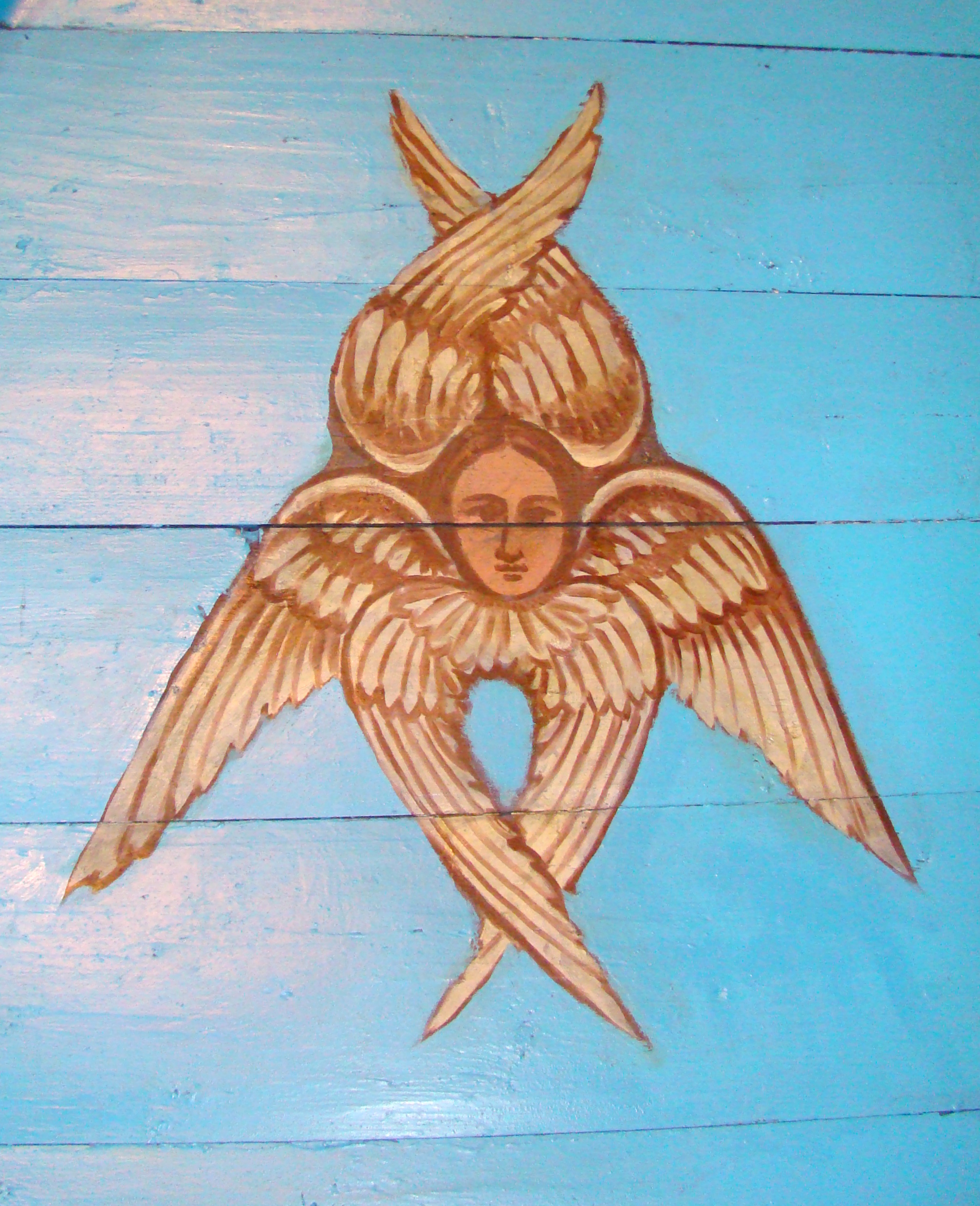
Heruvim
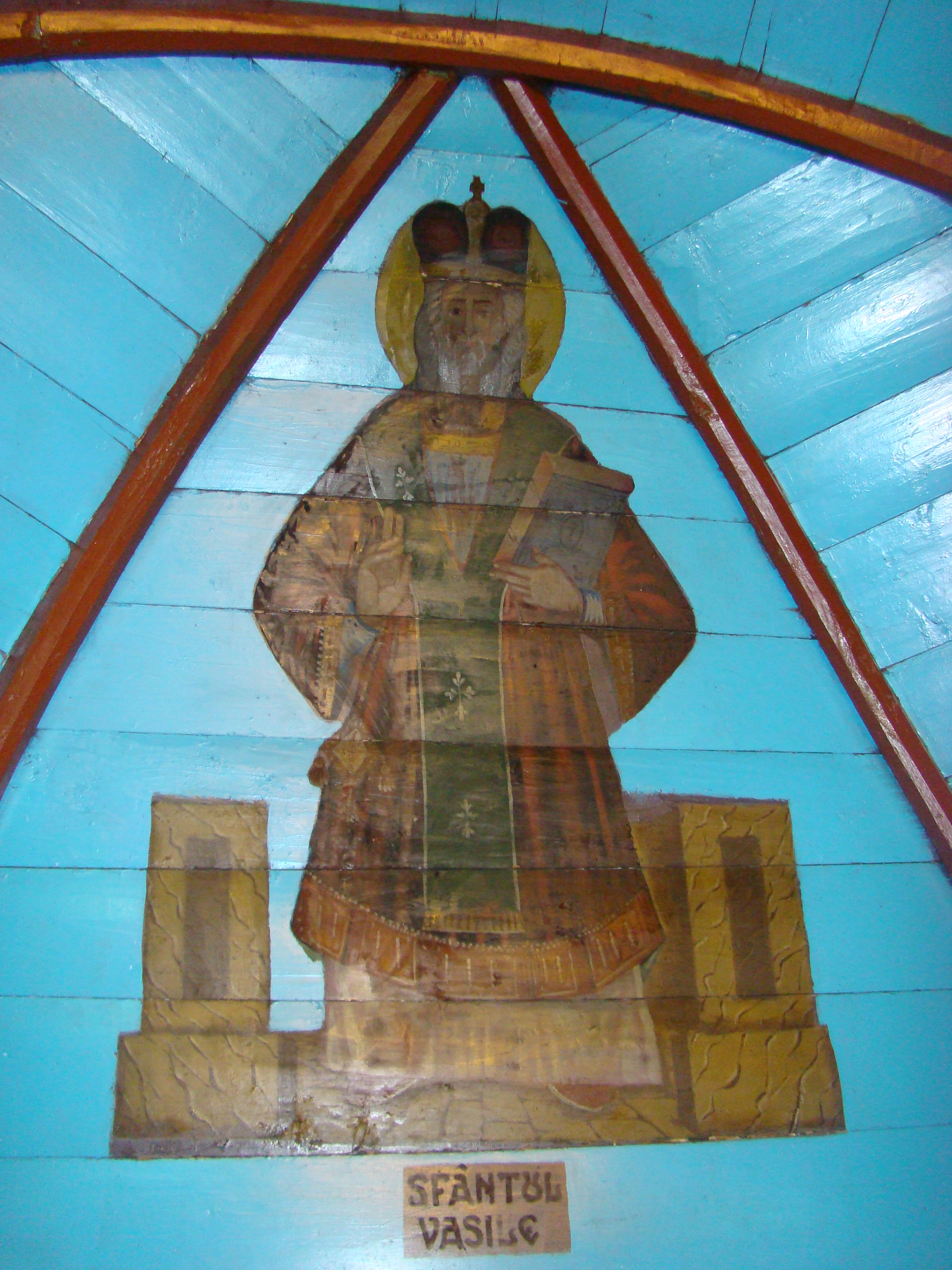
Sfântul Vasile
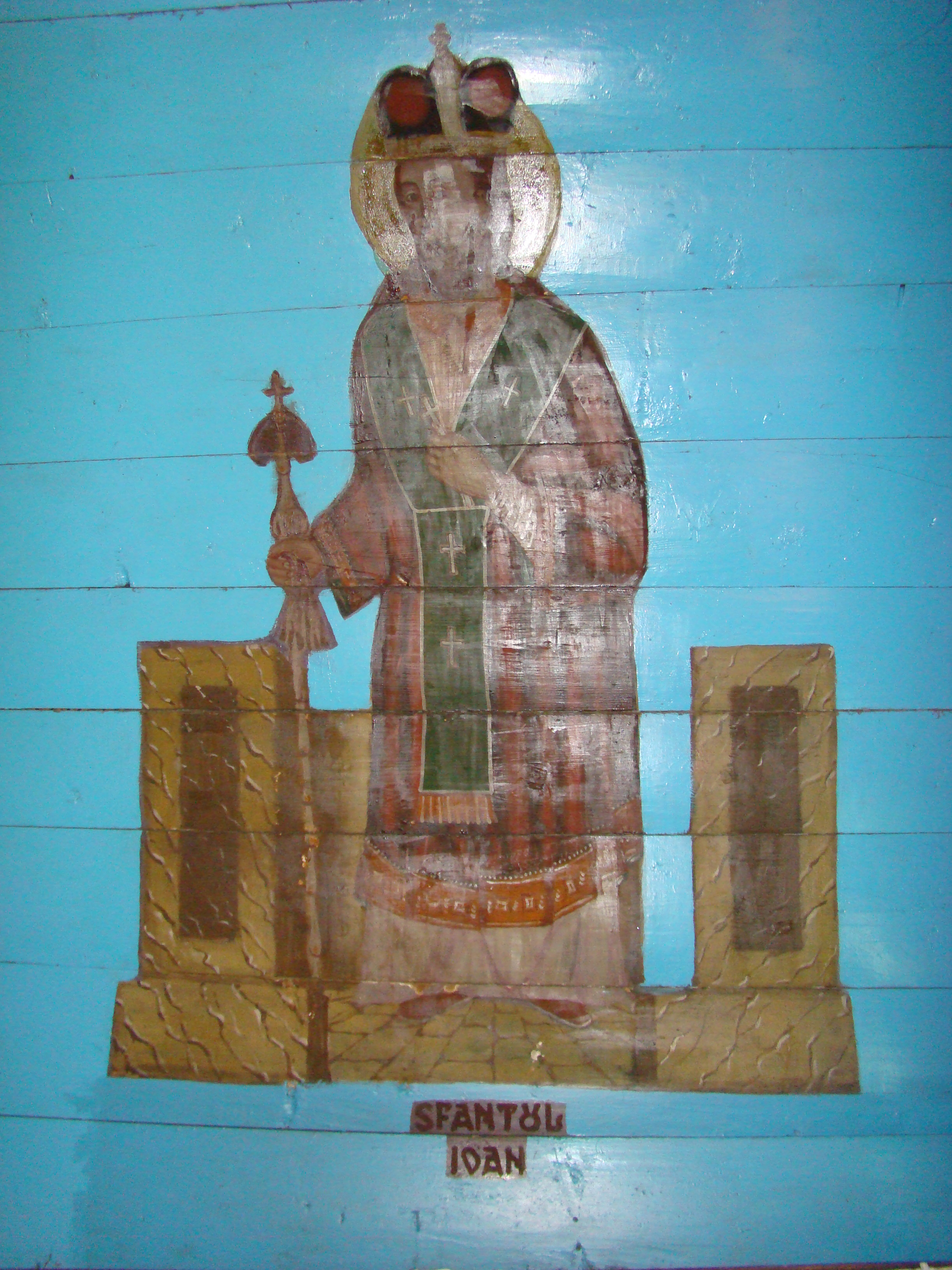
Sfântul Ioan
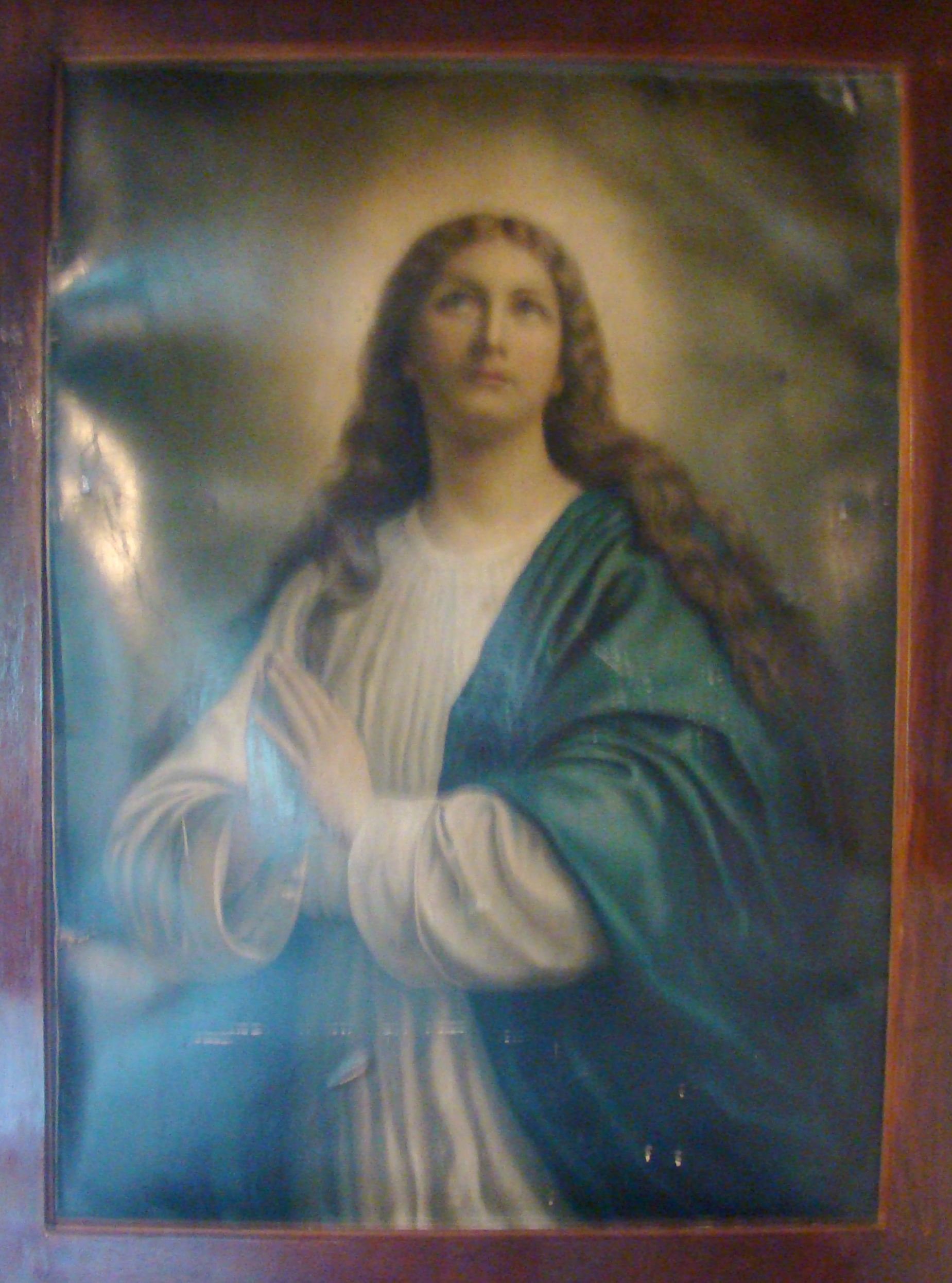
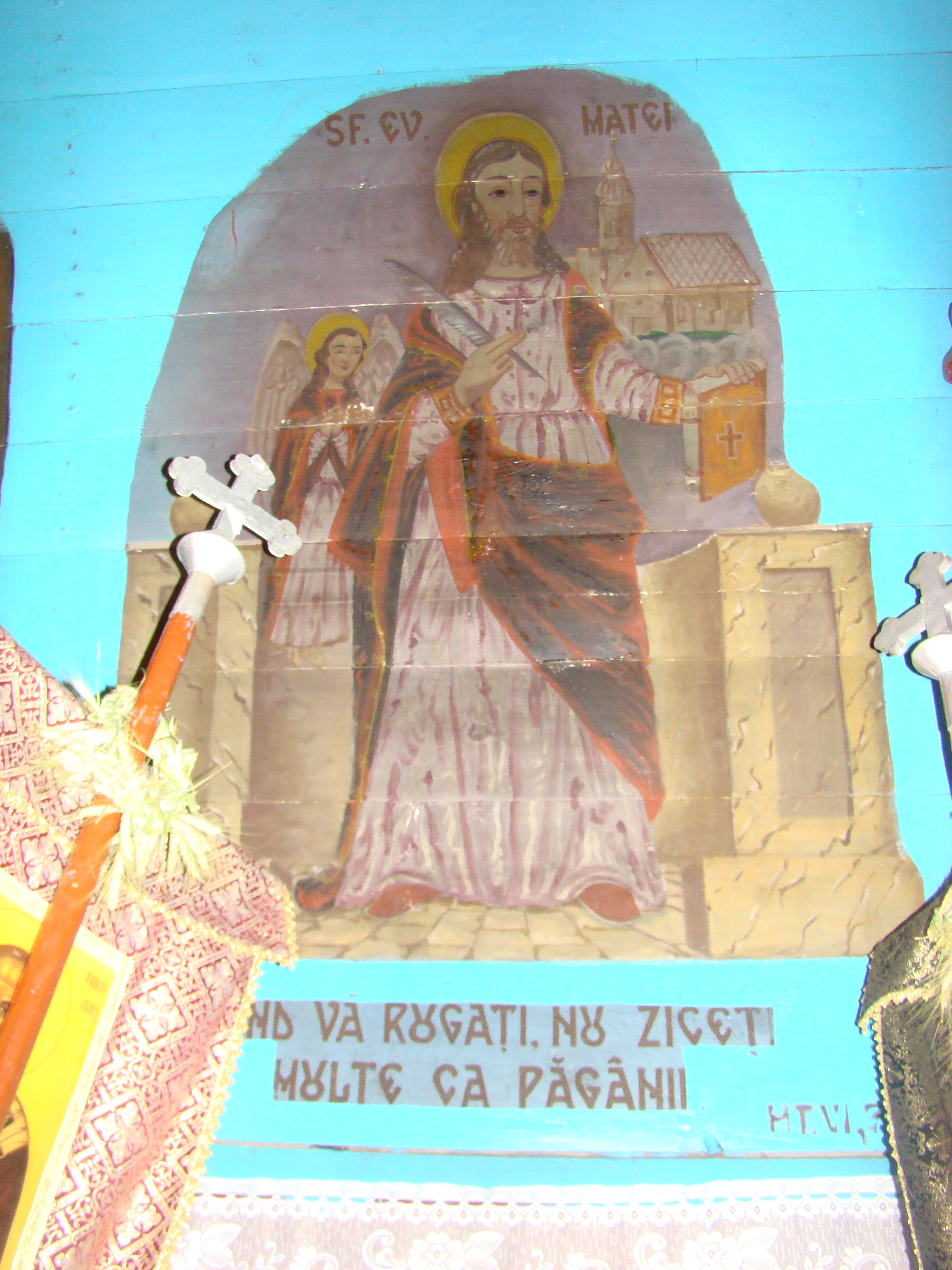
Evanghelistul Matei
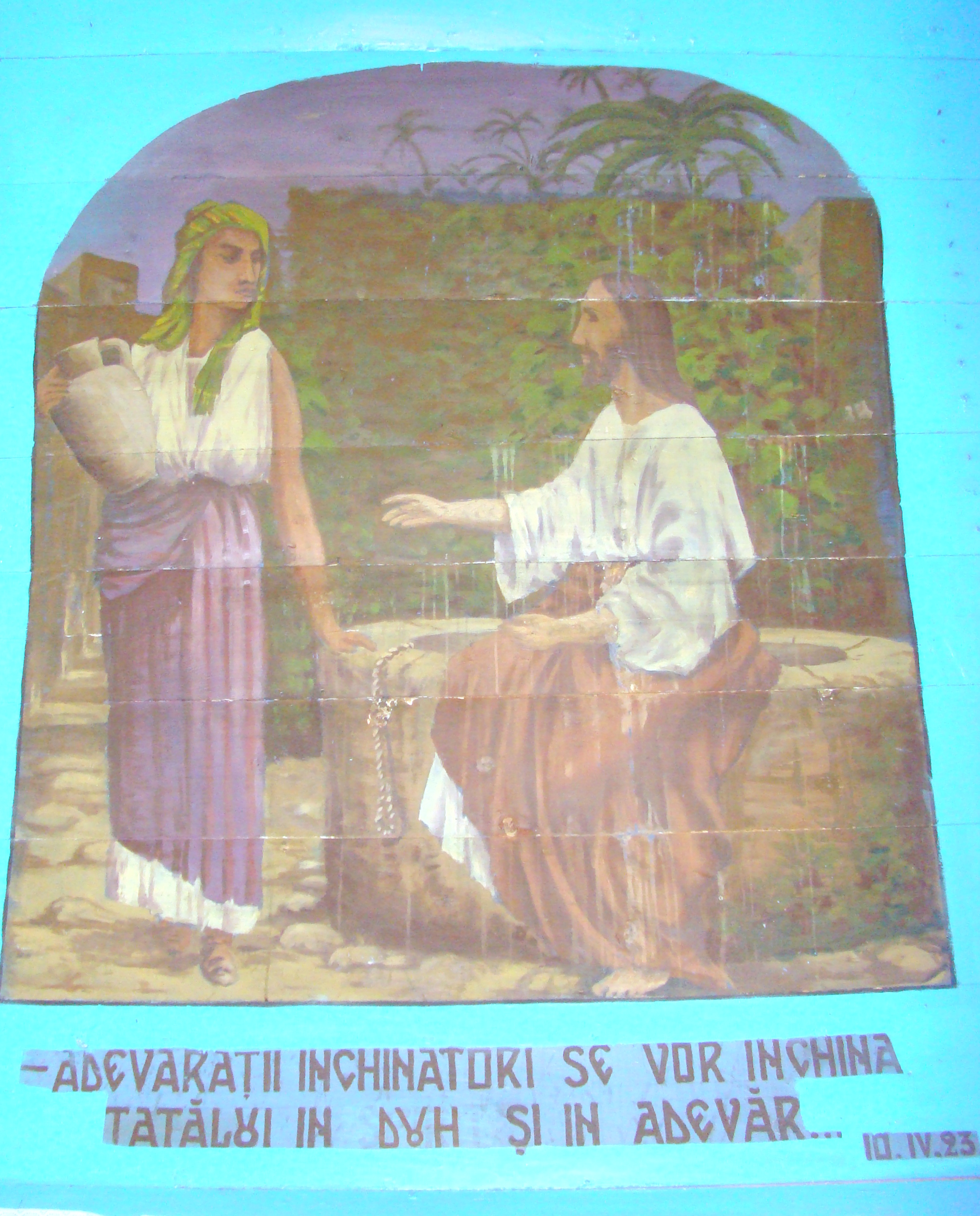
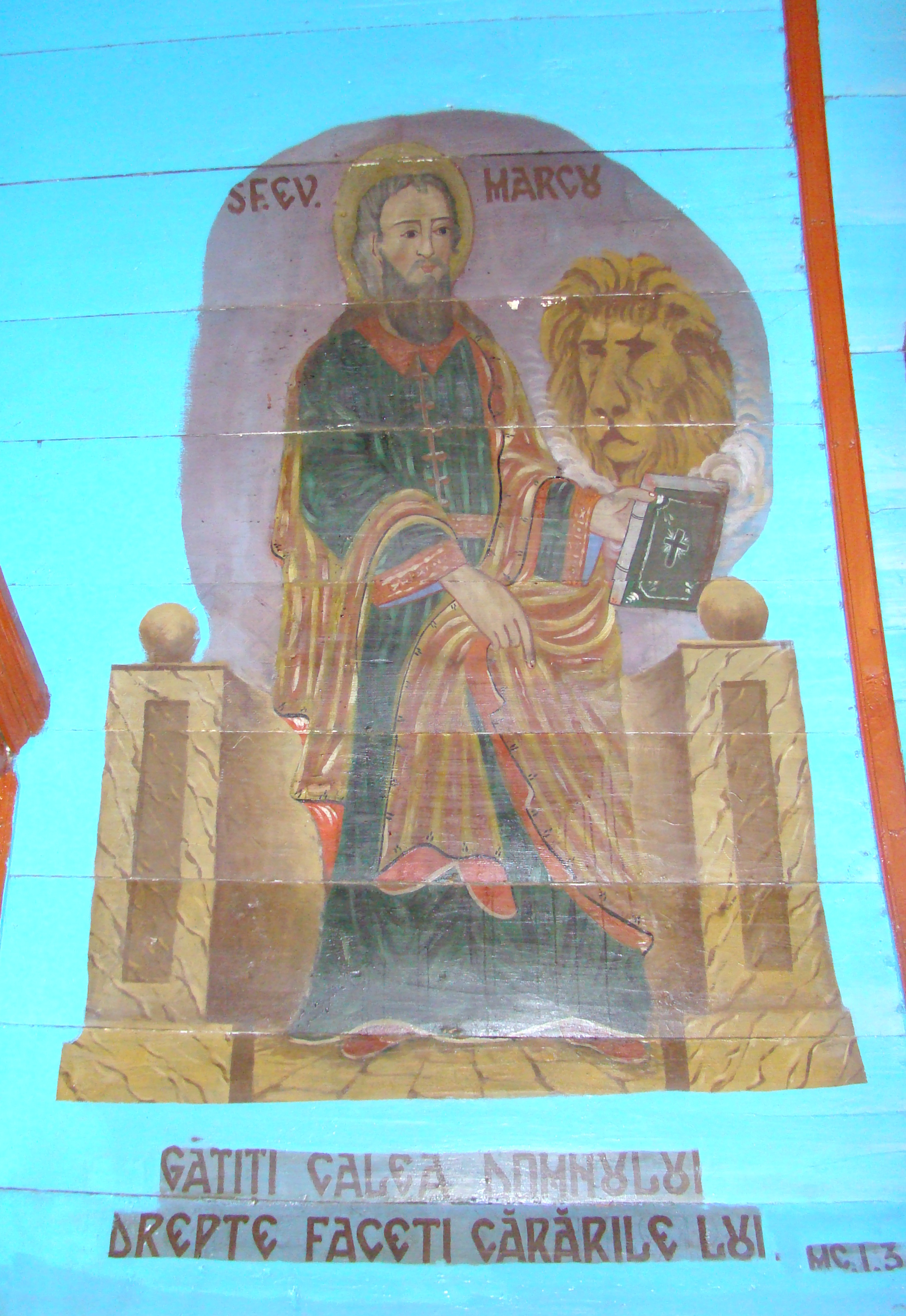
Evanghelistul Marcu
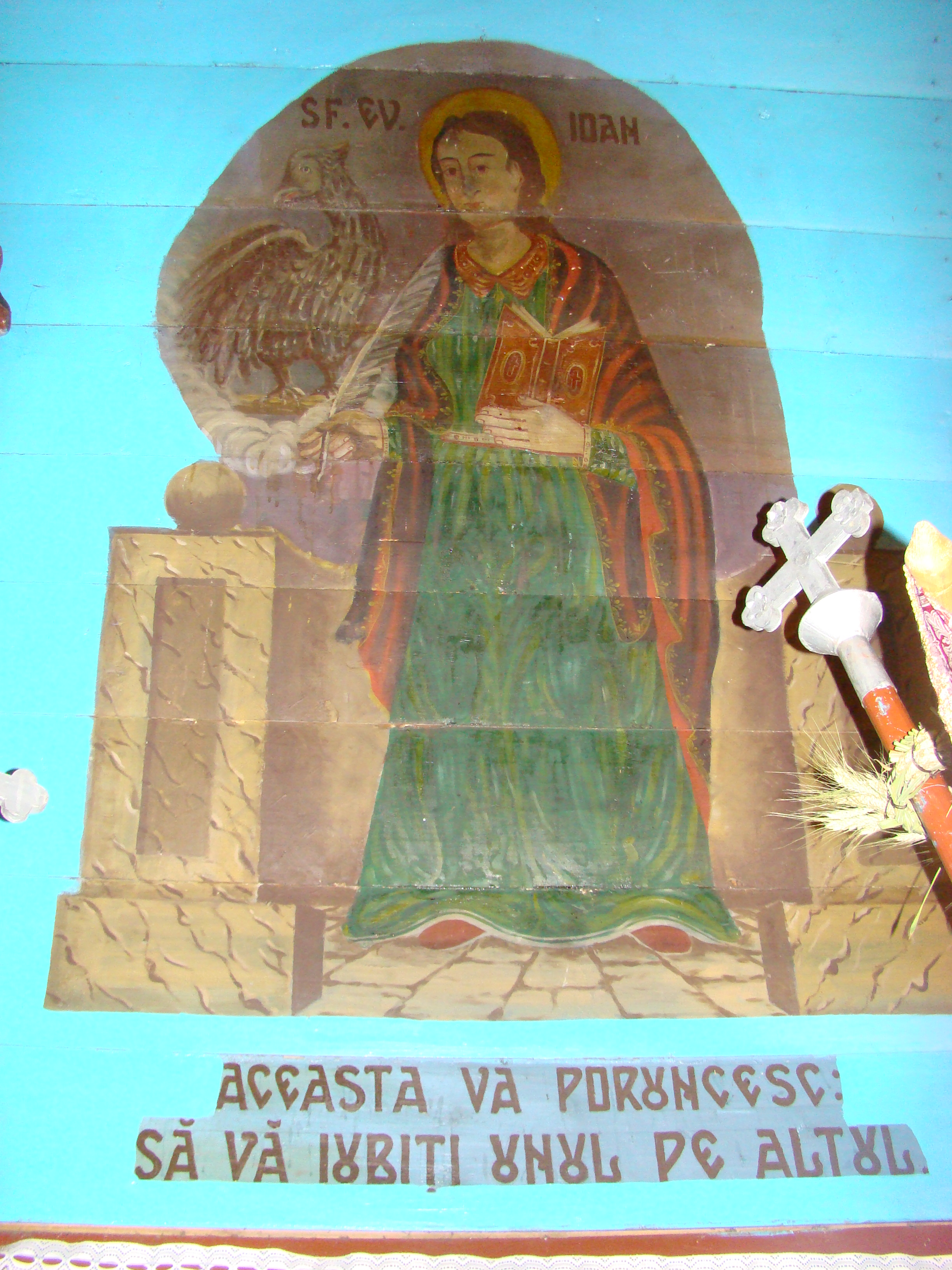
Evanghelistul Ioan
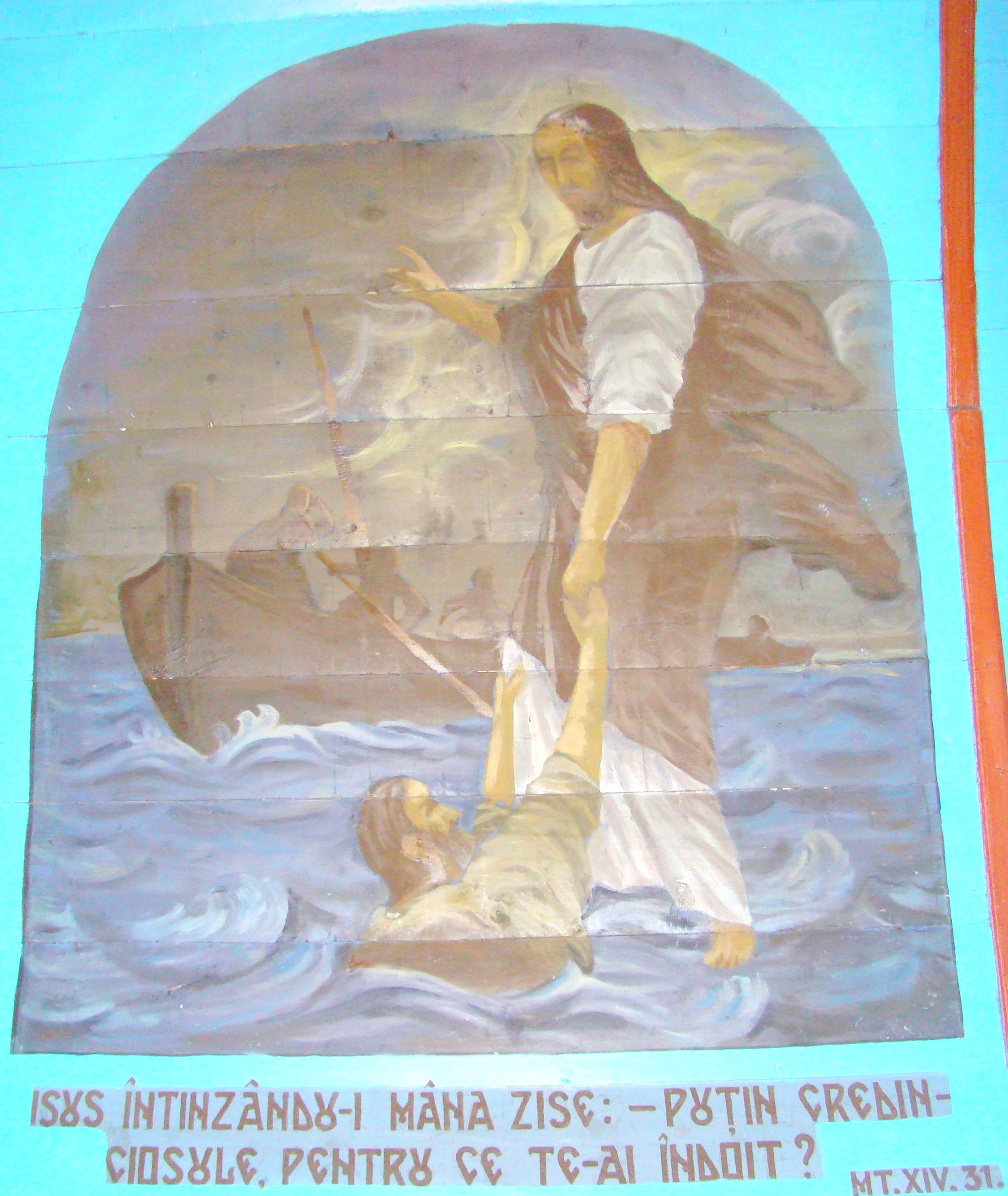
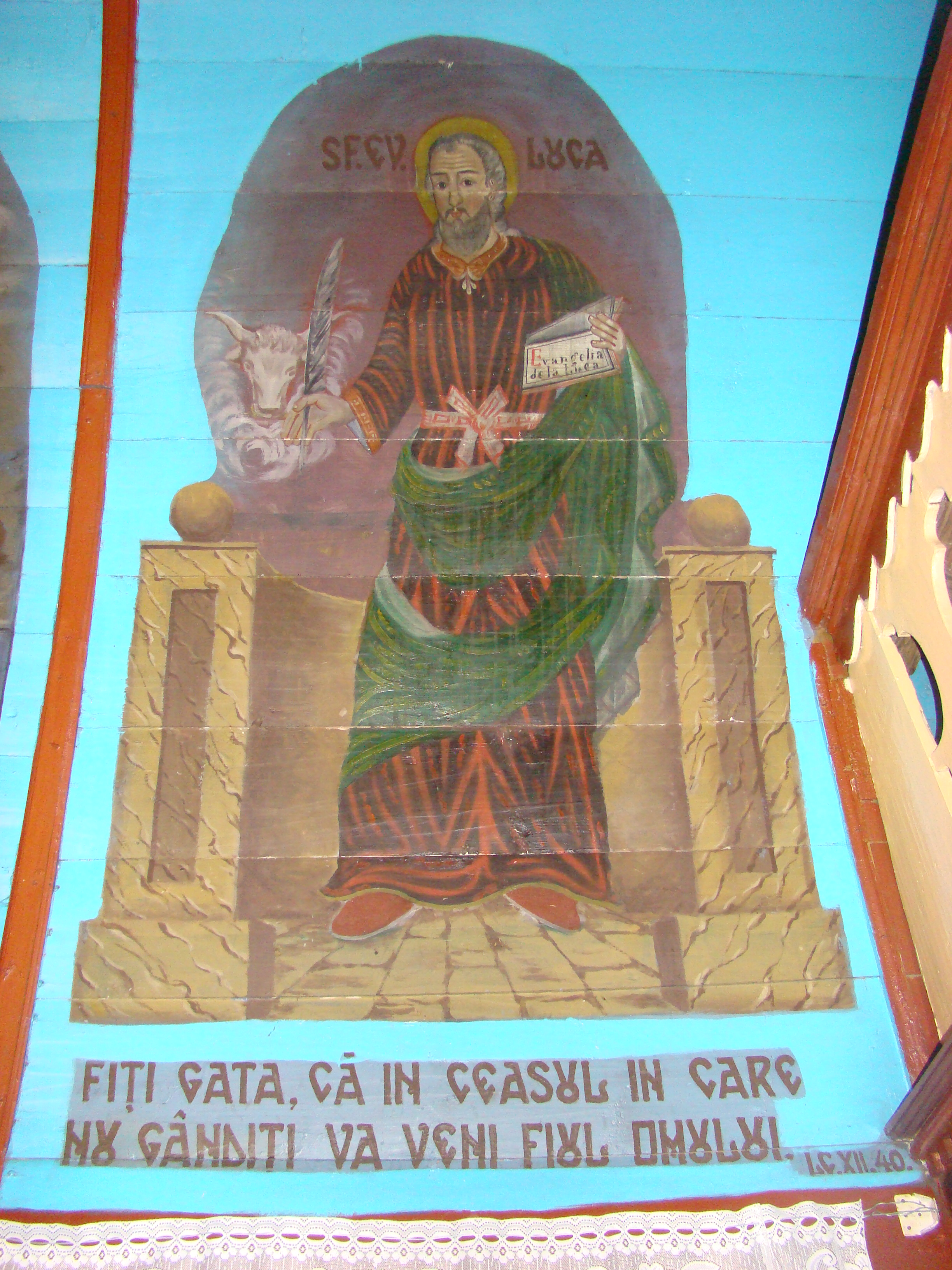
Evanghelistul Luca